# Bundespolizei (Österreich)
Die Bundespolizei ist ein bewaffneter, großteils uniformierter, ziviler (nichtmilitärischer), jedoch nach militärischem Muster organisierter Wachkörper der Republik Österreich, der 2005 durch Zusammenlegung der bis dahin selbstständigen Wachkörper Bundesgendarmerie, Bundessicherheitswachekorps und Kriminalbeamtenkorps eingerichtet wurde. Die Bezeichnung auf Uniformen und Fahrzeugen lautet nicht Bundespolizei, sondern Polizei. Der Personalstand der Bundespolizei beträgt etwa 32.000 Bedienstete, mit mehr als 6.000 Kraftfahrzeugen sowie ungefähr 100 Fahrrädern und 70 Wasserfahrzeugen, die in etwa 1.000 Dienststellen ihren Dienst versehen.
Die Bundespolizei ist den Sicherheitsbehörden des Bundes unterstellt, ist aber selbst keine Behörde, sondern der vor allem auch im Außendienst operative Hilfsapparat der Sicherheitsbehörden und sorgt für deren öffentlich sichtbare Präsenz.

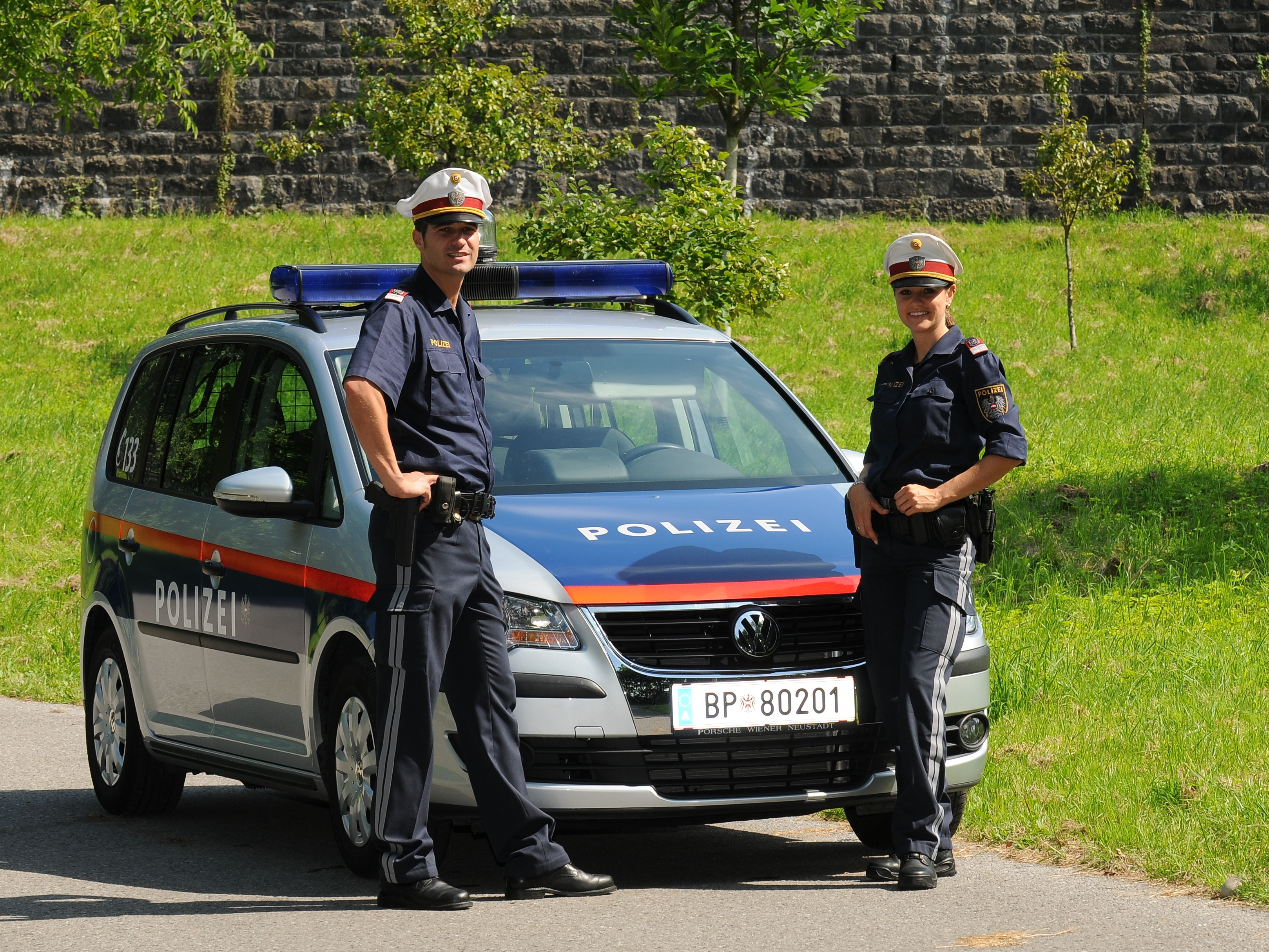
Zwei Beamte der Bundespolizei vor einem Streifenkraftwagen

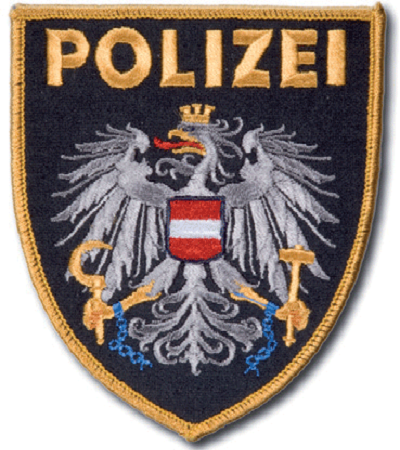
Ärmelabzeichen der Bundespolizei

## Unterstellung und Organisation

### Sicherheitsbehörden

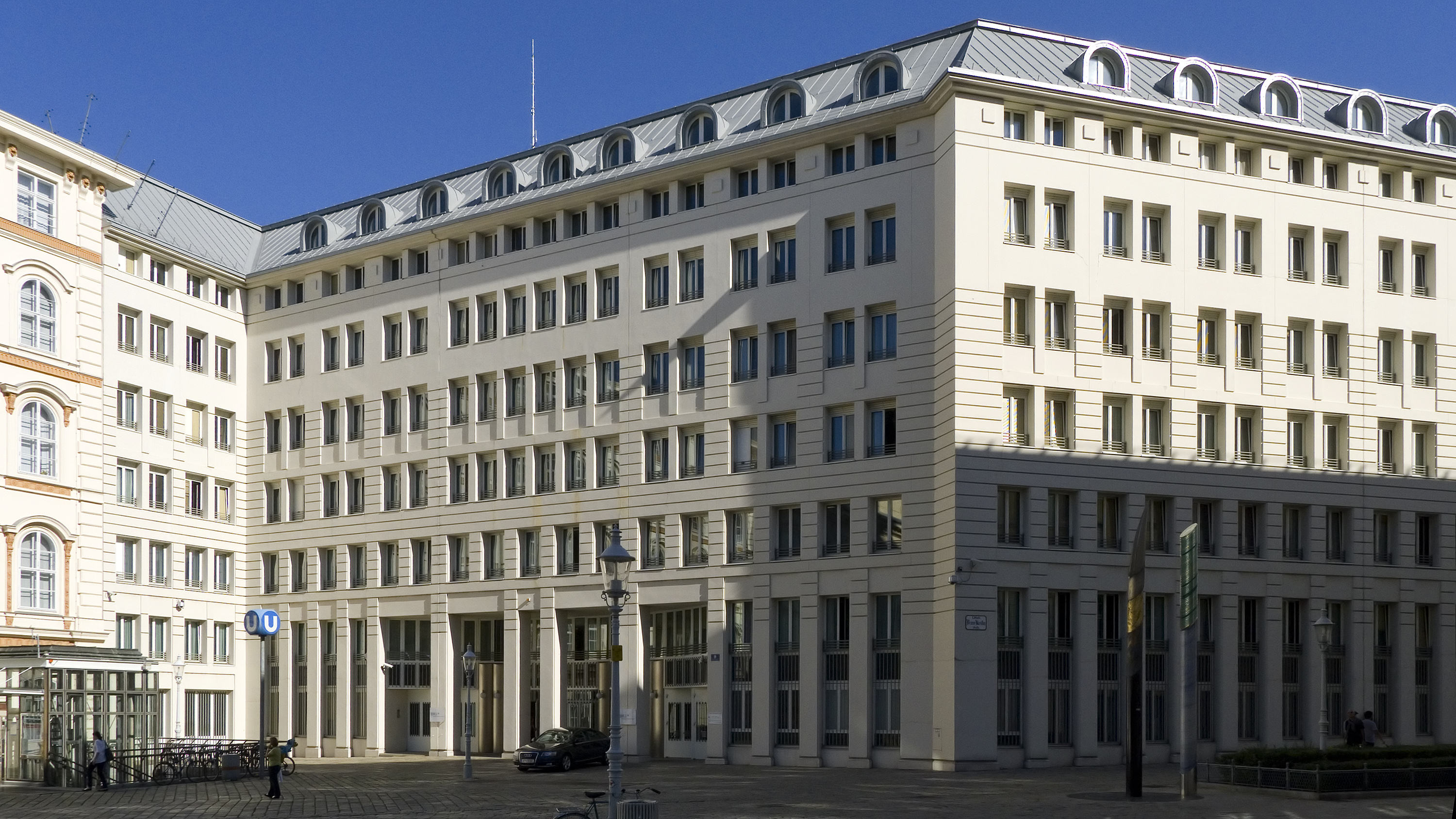
Das österreichische Innenministerium in Wien

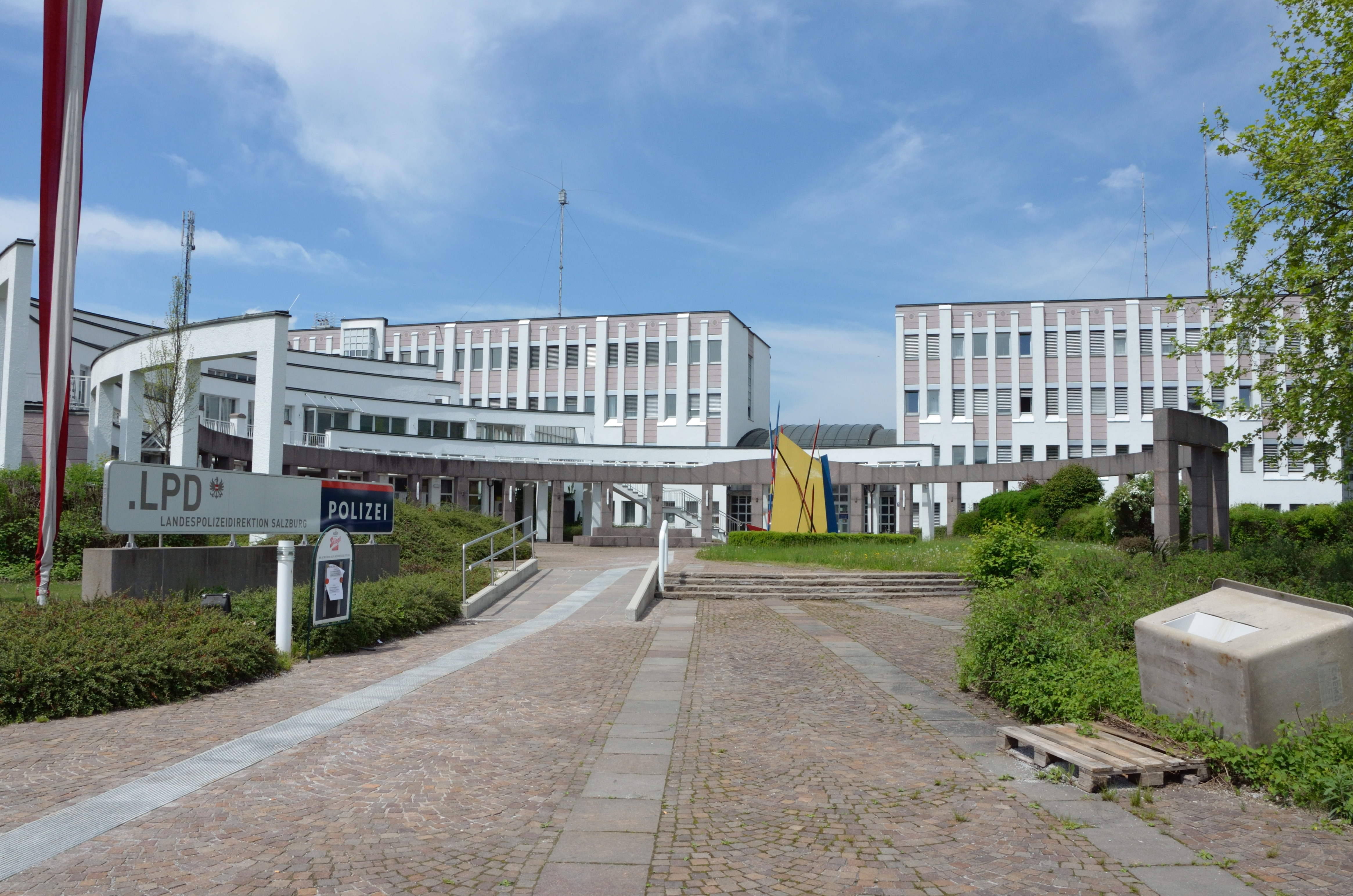
Die Landespolizeidirektion für das Land Salzburg

Die Polizei ist den unter der Leitung des Innenministeriums geführten Sicherheitsbehörden, in erster Linie einer der für jeweils ein Bundesland sicherheitsrechtlich zuständigen neun Landespolizeidirektionen, zur Verrichtung des Exekutivdienstes beigegeben. Den Bezirksverwaltungsbehörden sind zur Wahrung der Sicherheitsagenden auf Bezirksebene das Bezirkspolizeikommando und die entsprechenden Polizeiinspektionen unterstellt. In den Statutarstädten (mit Ausnahme von Krems und Waidhofen) sowie in den Städten Schwechat und Leoben liegen die Sicherheitsagenden nicht bei der Bezirksverwaltungsbehörde, sondern direkt bei der Landespolizeidirektion als Sicherheitsbehörde 1. Instanz. In Wien und in den Städten außerhalb der Landeshauptstädte haben diese Aufgaben jeweils Außenstellen der Landespolizeidirektion, die Polizeikommissariate, wahrzunehmen. Jeweils für das Gebiet, wo die Landespolizeidirektion Sicherheitsbehörde 1. Instanz ist, ist ihr bzw. dem Polizeikommissariat zur Verrichtung des Exekutivdienstes ein Stadtpolizeikommando unterstellt.

#### Organisation der Sicherheitsbehörden
Seit der Sicherheitsbehörden-Neustrukturierung, die am 1. September 2012 in Kraft getreten ist, sind die Sicherheitsbehörden wie folgt organisiert:
- III. Instanz (Oberste Sicherheitsbehörde):
  - Bundesministerium für Inneres (BMI), Sektion II (Generaldirektion für die öffentliche Sicherheit)
- II. Instanz:
  - neun Landespolizeidirektionen
- I. Instanz:
  - in Wien: 14 Polizeikommissariate (als Außenstellen der Landespolizeidirektion Wien)
  - in den Landeshauptstädten Eisenstadt, Graz, Innsbruck, Klagenfurt, Linz, Salzburg und St. Pölten sowie in der Stadt Rust: die jeweilige Landespolizeidirektion
  - in den Städten Leoben, Schwechat, Steyr, Villach, Wels und Wiener Neustadt: jeweils ein Polizeikommissariat (als Außenstelle der Landespolizeidirektion)
  - in den Städten Krems an der Donau und Waidhofen an der Ybbs: der Bürgermeister als Bezirksverwaltungsbehörde
  - in allen anderen Gemeinden: die Bezirkshauptmannschaft

#### Exekutivorgane bei den Sicherheitsbehörden
Jeder Sicherheitsbehörde sind jeweils Bedienstete der Sicherheitsverwaltung (z. B. sogenannte Polizeijuristen) und des Wachkörpers Bundespolizei unterstellt bzw. beigegeben. Charakteristisch für Exekutivorgane ist, dass sie unter den Voraussetzungen, die das Waffengebrauchsgesetz 1969 normiert (beispielsweise Vereitelung von Fluchtversuchen hochgradig gefährlicher Verbrecher), die Waffe verwenden dürfen.

### Wachkörper
Der Wachkörper Bundespolizei besteht aus den Bediensteten der Besoldungsgruppen Exekutivdienst, Wachebeamte (auslaufend) sowie allen in vertraglicher Verwendung stehenden Exekutivbediensteten (Polizeischülern und Bedienstete für den fremden- und grenzpolizeilichen Dienst), unbeschadet der Zugehörigkeit zu einer bestimmten Dienststelle und des Dienstgrades. Dies bedeutet, dass auch die nicht direkt den Bezirks- und Stadtpolizeikommanden oder Polizeiinspektionen zugeordneten Beamten, wie beispielsweise beim Einsatzkommando Cobra oder bei der Flugpolizei, jedenfalls dem Wachkörper Bundespolizei angehören.
Nicht dem Wachkörper Bundespolizei gehören die Angehörigen der bestehenden Gemeindewachkörper an, auch wenn diese teilweise die Uniform und andere Erscheinungsmerkmale der Bundespolizei, wie beispielsweise das Logo oder die Gestaltung der Fahrzeuge, nutzen. Die Uniform samt (eigenen) Dienstgradabzeichen wird weiters von den Angehörigen des Rechtskundigen Dienstes bei den Sicherheitsbehörden sowie den Amtsärzten, den Polizeiseelsorgern, manchen Polizeimusikern und Bediensteten im Innenministerium genutzt, die ebenfalls nicht immer dem Wachkörper Bundespolizei angehören.

#### Organisation des Wachkörpers
Der Wachkörper ist seit 1. September 2012 wie folgt organisiert:
- Bereichsstellvertreter der Abt. II/1 und II/2 der Generaldirektion für die öffentliche Sicherheit (bildet ein inoffizielles Bundespolizeikommando)
  - Landespolizeidirektion, kurz LPD (1 pro Bundesland)
    - Stadtpolizeikommanden, kurz SPK (1 pro Stadt, in der die LPD als Sicherheitsbehörde I. Instanz fungiert und 14 in Wien)
    - Bezirkspolizeikommanden, kurz BPK (1 pro politischem Bezirk, ausgenommen Statutarstädte in der die LPD als Sicherheitsbehörde I. Instanz fungiert)
      - Polizeiinspektionen, kurz PI (mehr als 1000 in ganz Österreich)

## Befugnisse der Exekutivorgane

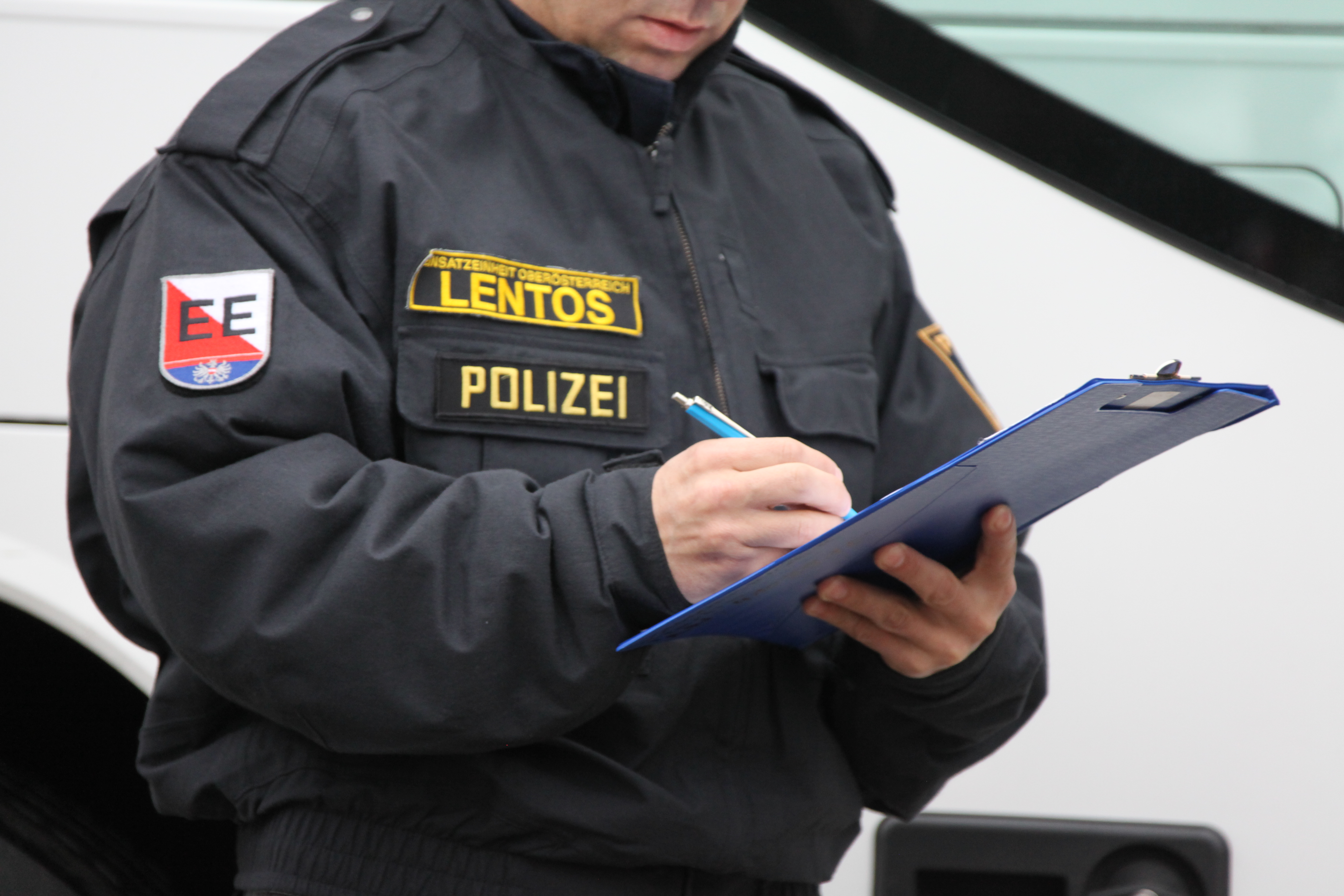
Beamter der Einsatzeinheit Oberösterreich

Als Organe des öffentlichen Sicherheitsdienstes sind die Exekutivbediensteten der Bundespolizei befugt, Auskünfte zu verlangen; die Identität eines Menschen festzustellen; Wegweisungen (auch bei Gewalt in Wohnungen) durchzuführen; Grundstücke zu betreten und zu durchsuchen (soweit dies zur Erfüllung der ersten allgemeinen Hilfeleistungspflicht unerlässlich ist); Personen festzunehmen; Personen, die festgenommen wurden, zu durchsuchen; Personen im Rahmen von Großveranstaltungen zu durchsuchen; Sachen sicherzustellen; Sachen in Anspruch zu nehmen (beispielsweise Kraftfahrzeuge von unbeteiligten Dritten zur Verfolgung eines gefährlichen Flüchtigen).
Die wichtigsten Grundlagen für die polizeiliche Arbeit finden sich vor allem im Sicherheitspolizeigesetz (SPG), der Strafprozessordnung (StPO) und dem Strafgesetzbuch (StGB). Darüber hinaus finden sich mannigfaltige Befugnisse in diversen Verwaltungsgesetzen.
Da dem einzelnen Exekutivbediensteten Befugnisse eingeräumt sind, die sehr weitgehend in die bürgerlichen Freiheiten eingreifen können, wurde für den Polizisten die Verpflichtung geschaffen, seine Dienstnummer dem von seiner Amtshandlung Betroffenen auf Verlangen bekanntzugeben (uniformierte Polizisten trugen früher ein Dienstabzeichen mit ihrer Dienstnummer). Dies gilt nicht, solange dadurch die Erfüllung der Aufgabe gefährdet wäre. Die Dienstnummer ist in der Regel durch Aushändigung einer mit der Dienstnummer, der Bezeichnung der Dienststelle und deren Telefonnummer versehenen Karte bekanntzugeben. Sofern gewährleistet ist, dass dem Betroffenen die Dienstnummer auf andere Weise unverzüglich zur Kenntnis gelangt, kann diese auch auf andere zweckmäßige Weise bekanntgegeben werden, also z. B. auch mündlich. Ein Recht auf eine Visitenkarte mit Dienstnummer besteht somit nicht.
In zahlreichen Ländern weltweit herrscht mehr Transparenz – siehe Kennzeichnungspflicht für Polizisten. SJ-Vorsitzender Wolfgang Moitzi, erneuerte Jänner 2014 die Forderung nach offen an der Uniform zu tragenden Dienstnummern. Nach zwei Fällen im Februar 2014, in denen „unechte Polizisten in Zivil“ in der Steiermark Geld entwendet hatten, riet die Landespolizeidirektion Steiermark dazu, im Zweifel nach der Dienstnummer zu fragen, sich den Dienstausweis zeigen zu lassen, sich bei der nächsten Dienststelle nach Name und Dienstgrad des Beamten zu erkundigen oder auch den Polizei-Notruf 133 zu wählen – „hier wird in den meisten Fällen schnell aufgeklärt, ob die Streife echt ist“.

### Gesetzeszuständigkeiten
Nach folgenden Bundesgesetzen haben Exekutivbedienstete Einschreitungsbefugnisse:
- Abfallwirtschaftsgesetz
- Abgabenexekutionsordnung
- Allgemeines bürgerliches Gesetzbuch
- Anti Doping Gesetz 2007
- Arbeitsinspektionsgesetz
- Artenhandelsgesetz
- Arzneimittelgesetz
- Asylgesetz 2010
- Ausländerbeschäftigungsgesetz
- Außerstreitgesetz
- Bankwesengesetz
- Beschussgesetz
- Biozid-Produkte-Gesetz
- Börsegesetz 1989
- Bundesgesetz für den Schutz der Tiere
- Bundesluftreinhaltegesetz
- Chemikaliengesetz
- Containersicherheitsgesetz
- Denkmalschutzgesetz
- Devisengesetz 2004
- Einführungsgesetz zu den Verwaltungsverfahrensgesetzen 2008
- Energielenkungsgesetz 1982
- Epidemiegesetz 1950
- Exekutionsordnung
- Finanzmarktaufsichtsbehördengesetz
- Finanzstrafgesetz
- Forstgesetz 1975
- Fremdenpolizeigesetz 2005
- Führerscheingesetz
- Futtermittelgesetz 1999
- Gewerbeordnung
- Glücksspielgesetz
- Grenzkontrollgesetz
- Grundversorgungsgesetz – Bund 2005
- Güterbeförderungsgesetz 1995
- Immissionsschutzgesetz – Luft
- Informationssicherheitsgesetz
- Jugendwohlfahrtsgesetz 1989
- Kraftfahrgesetz
- Luftfahrtgesetz
- Luftfahrtsicherheitsgesetz
- Markenschutzgesetz
- Mediengesetz 1981
- Meldegesetz 1991
- Militärstrafgesetz 1970
- Missbrauch von Notzeichen
- Nahversorgungsgesetz
- Niederlassungs- und Aufenthaltsgesetz
- Ozongesetz
- Passgesetz 1992
- Personenstandsgesetz
- Pflanzenschutzgesetz 1995
- Pflanzenschutzmittelgesetz 1997
- Pornographiegesetz
- Punzierungsgesetz 2000
- Pyrotechnikgesetz 2010
- Rezeptflichtgesetz
- Schieß- und Sprengmittelgesetz 2010
- Sicherheitspolizeigesetz
- Strafgesetzbuch
- Strafprozessordnung 1975
- Strafvollzugsgesetz
- Strahlenschutzgesetz
- Straßenverkehrsordnung
- Suchtmittelgesetz
- Telekommunikationsgesetz 2003
- Tierschutzgesetz
- Tierseuchengesetz
- Unfalluntersuchungsgesetz
- Unterbringungsgesetz
- Verbotsgesetz
- Verkehrs-Arbeitsinspektionsgesetz
- Versammlungsgesetz 1953
- Verwaltungsstrafgesetz 1991
- Waffengebrauchsgesetz 1969
- Waffengesetz 1996
- Wehrgesetz 2001
- Weingesetz 1999
- Zollrechts-Durchführungsgesetz

## Geschichte des Wachkörpers Bundespolizei

### Gründung
Der Wachkörper Bundespolizei wurde am 1. Juli 2005 durch die Zusammenlegung von Bundessicherheitswachekorps, dem Kriminalbeamtenkorps und der Bundesgendarmerie per Gesetzesänderungen des österreichischen Nationalrats ins Leben gerufen, deren Aufgaben er von den drei genannten ehemaligen Wachkörpern übernahm. Eine eigene gesetzliche Verankerung (Definition, Aufgaben usw.) liegt dem Wachkörper jedoch nicht zugrunde. Im Gedenken an den Gründungstag wird jährlich am 1. Juli der „Tag der Bundespolizei“ mit verschiedenen Festlichkeiten begangen.
Der Fusion voraus ging eine mehrmonatige Vorbereitungsphase des sogenannten „team04“, das sich zum Großteil aus Bediensteten der Bundesgendarmerie und zum kleineren Teil aus Bediensteten des Bundessicherheitswachekorps und des Kriminalbeamtenkorps zusammensetzte.
Diese sogenannte Zusammenlegung von Polizei und Gendarmerie ist eine Reform der Wachkörper und nicht der Sicherheitsbehörden. Um diese zu reformieren, wäre statt einer einfachgesetzlichen Änderung eine Änderung der Bundesverfassung notwendig gewesen. Der einzige andere große Wachkörper Österreichs außer der Bundespolizei ist die Justizwache, die jedoch dem Bundesministerium für Justiz unterstellt ist. Daneben gibt es in diversen Städten und Gemeinden eigene Gemeindewachkörper, sogenannte Gemeindesicherheitswachen.
Mit der Benennung des Wachkörpers auf den Namen Bundespolizei wird die in der Bevölkerung ohnehin zum Großteil schon vorhandene Gleichsetzung des Begriffs Polizei mit „uniformierten, bewaffneten Exekutivbediensteten“ jetzt auch auf Ebene des Gesetzgebers langsam nachvollzogen. Die ursprüngliche Bedeutung des deutschen Wortes Polizei (das sich aus dem Griechischen ableitet) bedeutet so viel wie „Gute Ordnung im Gemeinwesen“ und definiert sich als Tätigkeit in den meisten Fällen als „Abwehr von Gefahren und Schutz von Verwaltungsrechtsgut“. Dies ist aber, wie es die juristischen Umschreibungen schon vermuten lassen, eine Aufgabe der Sicherheitsbehörden. Es ist jedoch eine Trendumkehr in der Verwendung des Begriffs Polizei, weg von den Behörden und der Tätigkeit an sich, hin zur Umschreibung des Wachkörpers, der für die Sicherheitsbehörden die vorgegebenen Aufgaben vollzieht, zu erkennen.

#### Strukturelle Veränderungen durch die Gründung
Im Rahmen der Vereinigung der Wachkörper bildete sich unter der Kollegenschaft und in den Medien das geflügelte Wort „Wo Polizei drauf steht, ist Gendarmerie drinnen“. Es wurde versucht, das „alte“ Gendarmeriesystem, das insbesondere in Hinsicht auf die Dienstverrichtung in der Bundeshauptstadt Wien als ungeeignet erschien, auf die Zuständigkeitsbereiche der ehemaligen Bundessicherheitswache überzustülpen. Mag dies im Bereich von Ausbildung und Ausrüstung auch funktioniert haben, so zeigte es sich, dass eine 1:1-Umlegung des Dienstsystems der Gendarmerie auf den städtischen Bereich, die angebliche, aber in einigen Bereichen nicht vorhandene Flexibilität dieses Systems aufzeigte.
Durch den traditionell größeren Einfluss der Gendarmerie im Bereich des Innenministeriums war vorherzusehen, dass auch die Zusammenlegung unter der Federführung der ehemaligen Gendarmen vonstattengehen würde. Dies kann man auch daran erkennen, dass ein überwältigender Teil der Spitzenfunktionen innerhalb der neuen Bundespolizei von ehemaligen Gendarmen besetzt wurde.
Ehemalige Spitzenbeamte kommen zu dem Schluss, dass sich insbesondere im städtischen Bereich die Arbeitsqualität verschlechtert habe.
Im März 2006 wurde noch einmal die Grundausbildung geändert. Statt wie bisher den neuaufgenommenen Polizisten gleich den – wenn auch provisorischen – Beamtenstatus der Verwendungsgruppe E2c zu gewähren, werden in Hinkunft Exekutivbedienstete zuerst nur als Vertragsbedienstete mit 24-monatigem Vertrag eingestellt. Diese vierundzwanzig Monate entsprechen der neuen Grundausbildungszeit, die bisher nur einundzwanzig Monate betrug. Diese nicht einmal zweijährige Ausbildung wurde allerdings nur einige Jahre praktiziert; auch zuvor hatte die Grundausbildung zwei Jahre gedauert.
Ein schlüssiges Ausbildungssystem von der Basisausbildung bis zur Ausbildung der leitenden Beamten lässt weiter auf sich warten.

#### Erscheinungsbild in der Übergangsphase
Bis 31. Dezember 2007 war es den Bediensteten erlaubt, die alten grau/schwarzen Gendarmerie- oder grün/schwarzen Sicherheitswacheuniformen zu tragen. Dadurch konnte es zu „Mischungen“ bei Äußerlichkeiten kommen: So konnte es sein, dass Polizeikommandanten einer Landeshauptstadt in Gendarmerieuniform erschienen oder in Streifenwagen mit „BG“-Kennzeichen der ehemaligen Bundesgendarmerie und der neuen Aufschrift „POLIZEI“ Beamte in Gendarmerieuniform fuhren. Seit dem 1. Jänner 2008 ist nur mehr das Tragen der neuen blauen Uniform erlaubt.
Auch heutzutage kann man großteils noch feststellen, ob es sich bei einer Polizeiinspektion um einen ehemaligen Gendarmerieposten oder ein altes Polizeiwachzimmer handelt: wenn die Leuchtschilder bzw. Tafeln an den Inspektionen einen grauen Rahmen haben, handelt es sich um ehemalige Gendarmerieposten, bei einem dunkelgrünen Rahmen um frühere Sicherheitswachzimmer. Jedoch zeigt sich, dass bei Renovierungen von ehemaligen Wachzimmern oder Neubauten von PI in Bereichen der ehemaligen Sicherheitswache auch nur mehr graue Leuchtkästen verwendet werden.

## Öffentlichkeitsarbeit

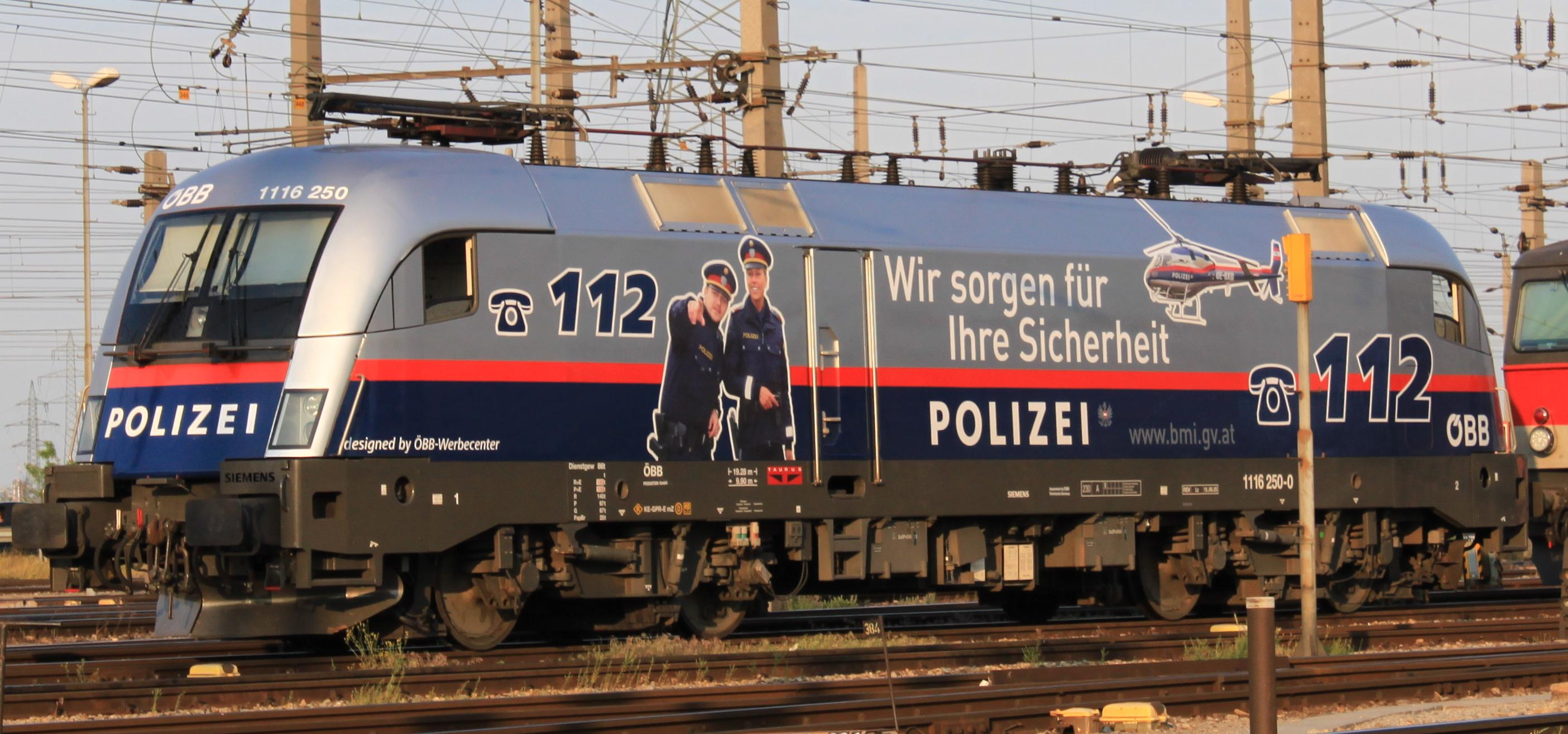
Taurus-Lokomotive der ÖBB mit Werbelackierung der Polizei

Seit der Gründung des Wachkörpers Bundespolizei und der Einführung des neuen Erscheinungsbildes in Polizei und Innenministerium (insbesondere einheitlicher Logos) gibt es erstmals einen einheitlichen öffentlichen Auftritt von Wachkörper und Sicherheitsbehörden sowie allen dazugehörigen Einrichtungen (wie beispielsweise des Bundeskriminalamtes oder der Sicherheitsakademie). Im Innenministerium sowie in den 2012 eingerichteten Landespolizeidirektionen gibt es eigene Büros für die Öffentlichkeitsarbeit der Polizei. Diese umfasst sowohl Inserate in Zeitungen und Rundfunk, Werbung in Form von Plakaten und in ausgefalleneren Formen wie zum Beispiel in Zusammenarbeit mit den Österreichischen Bundesbahnen als Sonderlackierung einer Taurus-Lokomotive als auch Tage der offenen Tür und den seit der Gründung am 1. Juli gefeierten Tag der Bundespolizei.

### Gemeinsam Sicher

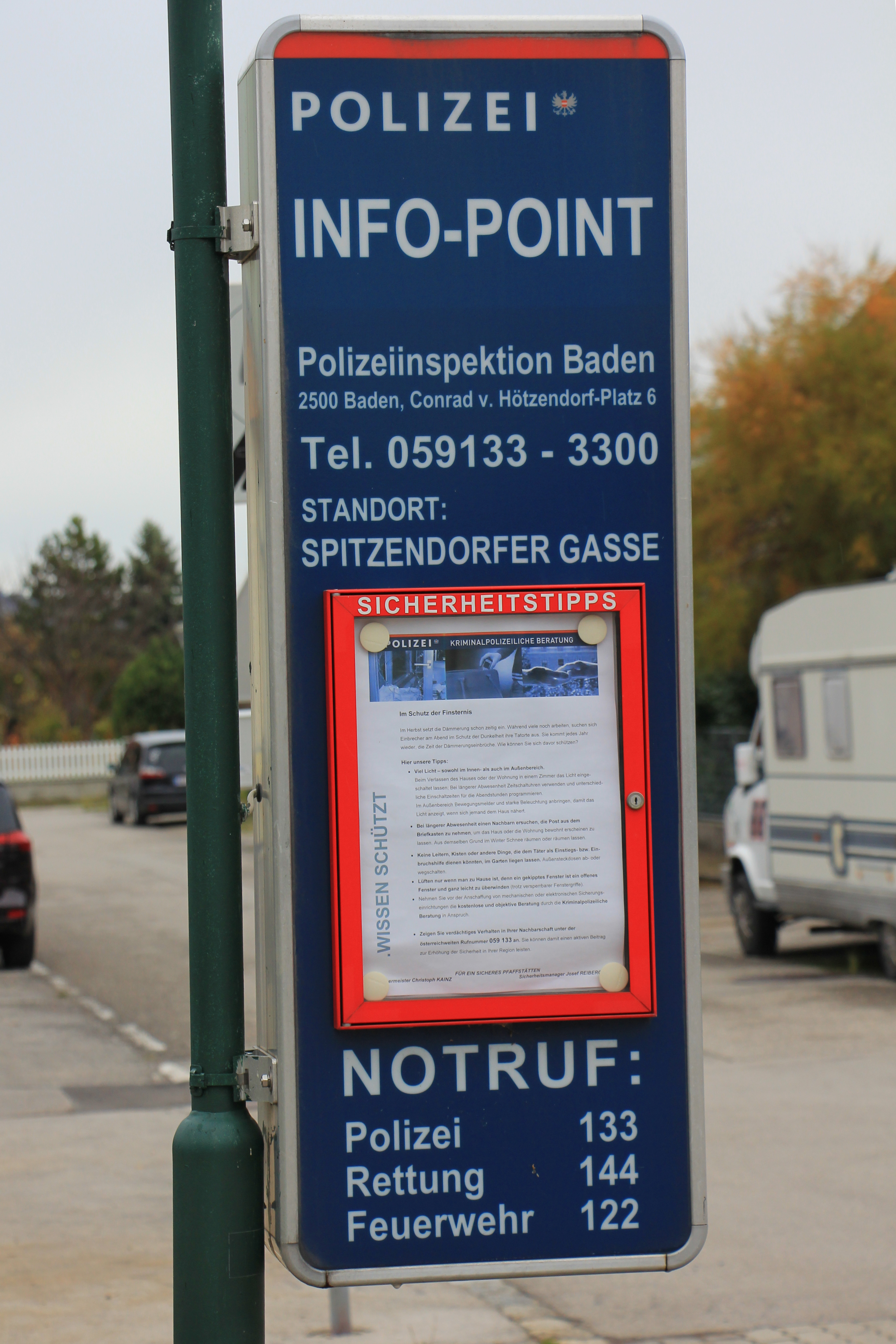
Sogenannter Info-Point mit Sicherheitstipps der Polizeiinspektion Baden

Nach den sexuellen Übergriffen in der Silvesternacht 2015/16 in der deutschen Stadt Köln formierten sich auch in Österreich zusehends sogenannte Bürgerwehren als Reaktion auf das gesunkene Sicherheitsgefühl der Bevölkerung. Als Reaktion startete das von Wolfgang Sobotka geführte Innenministerium im April 2016 die Initiative Gemeinsam Sicher (in Eigenschreibweise: GEMEINSAM.SICHER) als Umsetzung des Community-Policing-Prinzipes in den Bezirken Schärding und Mödling sowie in den Städten Eisenstadt und Graz, im Sommer 2016 auch in Wien. Mit 1. Juni 2017 wurde sie auf ganz Österreich ausgeweitet. Die Polizei stellte selbstkritisch fest, dass der Kontakt zwischen Bürgern und Polizei durch die Schließung einiger früherer Gendarmerieposten und nunmehriger Polizeiinspektionen vor allem auf dem Land gelitten hatte.
Ziel ist es, den Dialog zwischen den Bürgern und der Polizei sowie weiteren lokalen Akteuren (wie beispielsweise den Gemeindeämtern und Magistraten) zu fördern. Dabei werden sogenannte Sicherheitspartner aus der Bevölkerung in einen Dialog mit den Sicherheitsbeauftragten auf den Polizeiinspektionen sowie den Sicherheitskoordinatoren auf Ebene der Stadt- und Bezirkspolizeikommanden gebracht. Die Initiative hat laut Informationen auf der vom Innenministerium betriebenen Website gezielte lokale Maßnahmen in den Bereichen Verkehrssicherheit, Prävention von Taschendiebstahl, bessere Beleuchtung von unübersichtlichen Wegen, Verdrängung von Drogenhandel aus öffentlichen Parks und so weiter in allen vielen Landesteilen umgesetzt.
Kritisiert wurde seitens der Polizeigewerkschaft vor allem, dass das Projekt Arbeitszeit der Beamten auf den Polizeiinspektionen zu sehr binden würde – insbesondere da bereits Personalmangel bestünde – und dass Bürgernähe schon seit jeher ein Prinzip eines jeden Polizisten sein sollte und diese nicht erst durch eine derartige Initiative hervorgerufen werden könne.

### Internetauftritt und soziale Medien
Das Innenministerium und die Landespolizeidirektionen betreiben unter polizei.gv.at gemeinsam den Internetauftritt der Polizei. Dort sind Nachrichten aus dem Innenministerium und von den einzelnen Landespolizeidirektionen neben Kontaktdaten einzelner Polizeiinspektionen, Informationen zu diversen Behördenwegen in Zusammenhang mit der Polizei und Publikationen (beispielsweise Statistiken) abrufbar. Alle Landespolizeidirektionen (außer der LPD Vorarlberg) betreiben eigene Seiten auf Facebook, ebenfalls betreiben außer den LPD Burgenland und Vorarlberg alle Landespolizeidirektionen Kanäle beim Kurznachrichtendienst Twitter. Zudem bestehen Auftritte auf den Plattformen YouTube, Instagram und Snapchat.

### Rekrutierungskampagne seit 2017
Seit Mitte des Jahres 2017 verfolgt die Polizei bei der Suche nach Bewerbern eine neue Strategie mit der gezielten Werbung in der gewünschten Zielgruppe von sportlichen, lässigen jungen Menschen. Die Kampagne besteht dabei einerseits aus Inseraten mit jungen Spitzensportlern wie Andreas Prommegger und Cornelia Hütter und andererseits aus Auftritten der Polizei bei Gesellschafts- und Sportveranstaltungen wie beispielsweise beim Formel-1-Wochenende am Red Bull Ring. Dazu stehen auch auffällige Fahrzeuge wie ein Luxus-Geländewagen von Mercedes und ein Sportwagen von KTM zur Verfügung. Dies wurde seitens der Polizeigewerkschaft kritisiert, da so ein falsches Bild von der Arbeit bei der Polizei vermittelt werden würde.

## Ausbildung

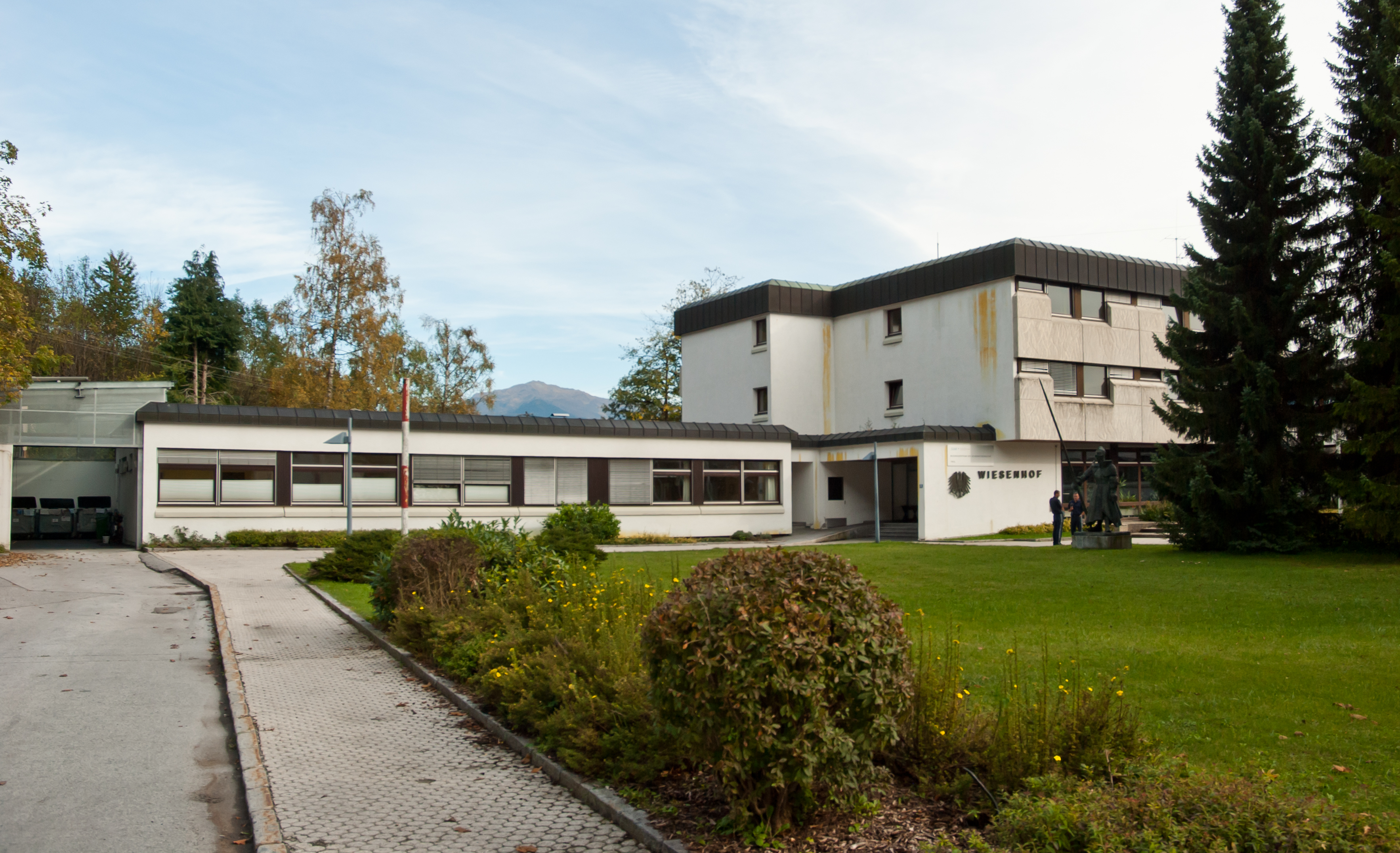
Bildungszentrum der Sicherheitsakademie in Absam, Tirol

Die Polizeiausbildung umfasst nicht nur die Exekutivbediensteten des Wachkörpers Bundespolizei, sondern auch die Angehörigen der Gemeindewachkörper und Verwaltungsbeamte sowie die Angehörigen des Rechtskundigen Dienstes bei den Sicherheitsbehörden (Polizeijuristen). Der Polizeiberuf steht in Österreich Männern und Frauen gleichermaßen offen, sofern diese die Aufnahmekriterien erfüllen und die Aufnahmeprüfung bestehen. Für die Bearbeitung der Bewerbungen und die Durchführung des Auswahlverfahrens sind die jeweiligen Landespolizeidirektionen zuständig.
Besteht man das jeweilige Auswahlverfahren, durchläuft man eine 24 Monate dauernde Grundausbildung als Vertragsbediensteter mit Sondervertrag. In diesem Zeitraum durchläuft man verschiedene Abschnitte, namentlich eine 12 Monate dauernde Präsenzausbildung, in der theoretisches und einsatztaktisches Grundwissen vermittelt wird. Anschließend folgt ein Praktikum auf einer Polizeiinspektion, im Anschluss eine vertiefende Präsenzausbildungsphase und zum Abschluss nochmals ein Praktikum. Die jeweilige Dauer des Praktikums ist nicht festgelegt. Die vertiefende Ausbildungsphase beträgt jedoch mindestens sechs Monate. Nach Ende der Ausbildung wird eine Prüfung vor einer Kommission abgelegt; bei positivem Bestehen wird man nach Abschluss des zweiten Praktikums (und damit der 24-monatigen Ausbildung) mit dem Dienstgrad Inspektor in das Beamtenverhältnis übernommen.

## Verhandlungsgruppen
In Österreich gibt es seit 1989 Verhandlungsgruppen (VG) der Exekutive, die aufgrund vermehrt auftretender Bedrohungslagen gegründet wurden. Sie bestehen aus psychologisch und taktisch besonders geschultem Personal und haben die Aufgabe, bei schwerer Gewaltkriminalität wie z. B. Geiselnahmen, Entführungen und Erpressungen, direkt mit den Tätern zu verhandeln. Darüber hinaus werden sie auch zur Verhandlungsführung mit suizidgefährdeten Personen sowie bei größeren Katastrophenfällen zur psychologischen Betreuung von Geschädigten angefordert. Seit 1997 gibt es fünf Verhandlungsgruppen in Österreich, die jeweils nach ihrer geographischen Zuständigkeit benannt sind:
- Verhandlungsgruppe Wien: Wien, aufgestellt 1989
- Verhandlungsgruppe Ost: Niederösterreich und nördliches Burgenland (Bezirke Neusiedl, Rust, Mattersburg, Oberpullendorf, Eisenstadt und Eisenstadt-Umgebung), aufgestellt 1989
- Verhandlungsgruppe West: Tirol und Vorarlberg, aufgestellt 1989
- Verhandlungsgruppe Süd: Steiermark, Kärnten und südliches Burgenland (Bezirke Oberwart, Güssing und Jennersdorf), aufgestellt 1993
- Verhandlungsgruppe Mitte: Salzburg und Oberösterreich, aufgestellt 1997

Jede Verhandlungsgruppe (VG) besteht aus durchschnittlich 20 Personen, die ihre Tätigkeit als Verhandler nur im Nebenamt ausüben und ansonsten weiterhin ihren Exekutivdienst an ihren jeweiligen Dienststellen ausüben. Verhandler können aus allen Bereichen der Exekutive rekrutiert werden. Nach einer bestandenen Vorauswahl, folgt eine vierwöchige Grundausbildung sowie jährliche Weiterbildungen und Spezialausbildungen. Der erste Einsatz einer VG erfolgte erst 1992, da sich das Einsatzgebiet anfangs auf Geiselsituationen beschränkte. Mit Erweiterung des Einsatzspektrums stiegen auch die Einsatzzahlen drastisch, so dass es aktuell zu durchschnittlich 70 bis 80 Einsätzen jährlich kommt. Per Stand 2010 umfassten die Einsatzgebiete:
- Geiselnahmen
- Erpresserischer Menschenraub
- Erpressung mit schwerwiegenden Drohungen
- Androhung von Suizid
- Widerstand gegen Polizeimaßnahmen
- Einweisung psychisch Kranker
- Bedrohung von Polizisten oder Dritten
- Betreuung von Geschädigten bei Katastrophen und größeren Unglücksfällen

## Dienstbetrieb

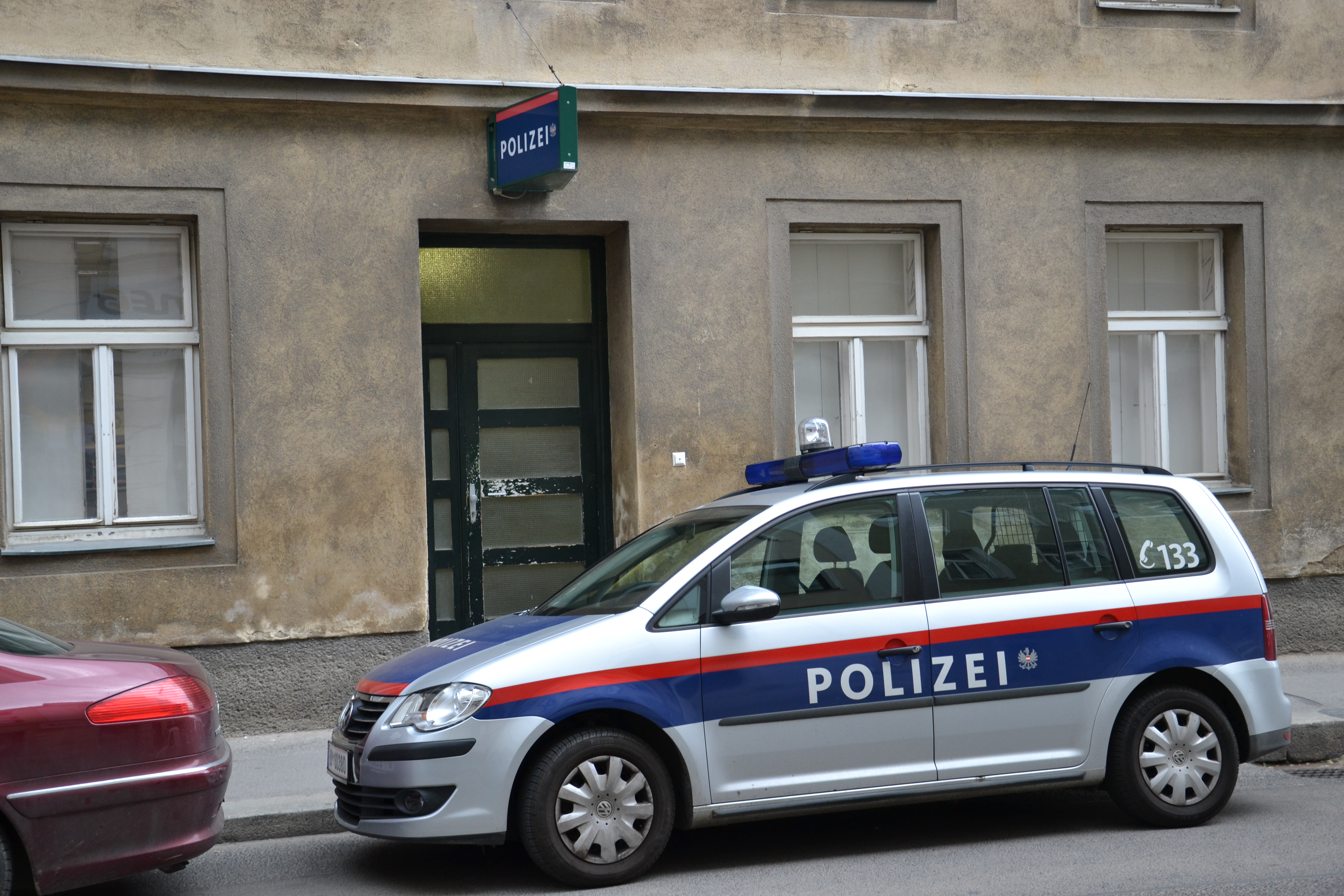
Polizeiinspektion Keplergasse in Wien-Favoriten

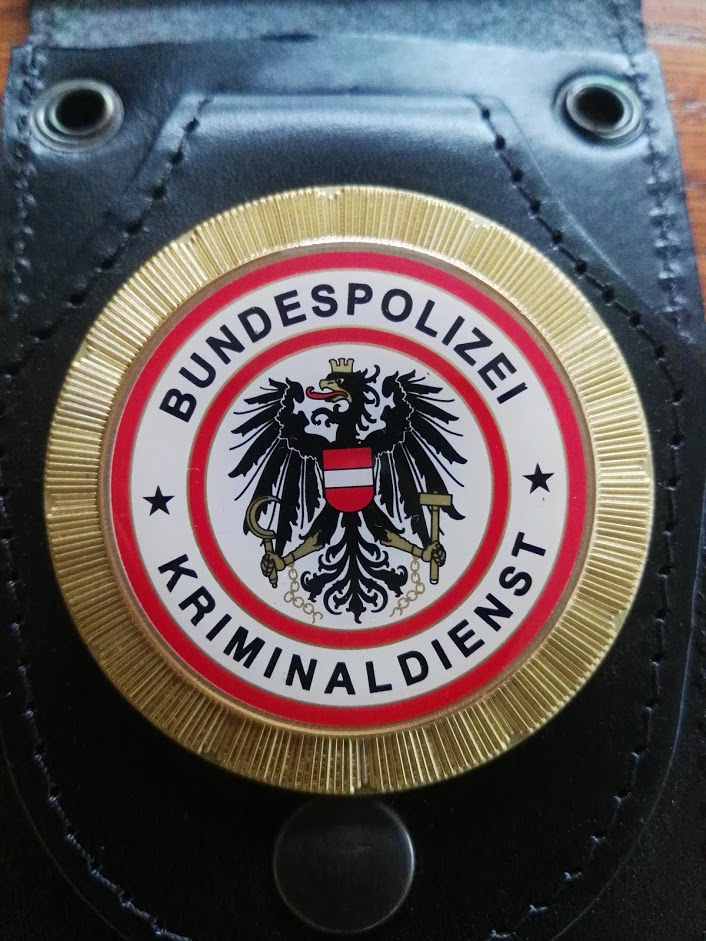
Kokarde der österreichischen Bundespolizei

Der Dienstbetrieb unterscheidet sich je nach Aufgabenbereich der Dienststelle. Der Großteil der Dienststellen, die als Polizeiinspektionen (PI) bezeichnet werden, sind mit allgemeinen exekutivdienstlichen Aufgaben betraut. Dazu gehören unter anderem:
- Streifen- und Überwachungsdienst
- Ermittlungs- und Erkennungsdienst
- Verkehrsdienst
- Gefahrenabwehr
- Ausübung der ersten allgemeinen Hilfeleistungspflicht, d. h., sind Leben, Gesundheit, Freiheit oder Eigentum von Menschen gegenwärtig gefährdet oder steht eine solche Gefährdung unmittelbar bevor, so trifft die Sicherheitsbehörden die erste allgemeine Hilfeleistungspflicht. Wenn Grund zur Annahme einer solchen Gefährdung besteht, sind die Exekutivbediensteten verpflichtet festzustellen, ob diese auch tatsächlich besteht und haben gegebenenfalls die Gefahr abzuwehren, wobei sie auch Rettung und Feuerwehr zur Hilfe ziehen können

Außerdem werden auf den PI all jene Strafrechtsdelikte bis zur Anzeige an die Staatsanwaltschaft bearbeitet, die nicht auf Grund ihrer besonderen Schwere oder aus anderen Gründen von der Kriminalpolizei ermittlungstechnisch finalisiert werden müssen. Außerdem gehören zu den Aufgaben eines EB in einer Polizeiinspektion die Auskunftserteilung, Aufnahme von Verkehrsunfällen, Hilfeleistungen jeder Art usw.
Bedienstete der jeweiligen Landesverkehrsabteilung sind ausschließlich mit Aufgaben der Überwachung und Lotsung des Verkehrs, Lotsungen allgemein, Schwerpunktkontrollen (Planquadrate) und Großveranstaltungen (Zu- und Abfahrtsregelungen) betraut.
Das Landeskriminalamt als Organisationseinheit (Fachabteilung) der Landespolizeidirektion ist grundsätzlich für die Bearbeitung der Schwerkriminalität bzw. überregionalen Kriminalität zuständig; aber auch die Koordinierung und Servicierung aller im Kriminaldienst tätigen Dienststellen eines Bundeslandes ist eine wichtige Aufgabe.
Bei der See- und Strompolizei stehen die Überwachung des Motorboot- und Schiffsverkehrs, Fischerkontrollen und Hilfeleistungen auf den größeren Gewässern Österreichs im Mittelpunkt.
In ganz Österreich gibt es Alpine Einsatzgruppen der Alpinpolizei, die bei Unfällen oder Straftaten im alpinen Gelände zum Einsatz kommen.
Die Beamten von Diensthundeeinheiten sind zuständig für den Streifendienst mit Suchtgift-, Sprengstoff- und Fährtensuchhunden, die besonders bei Großveranstaltungen und bei der Durchsuchung von Fahrzeugen und Gebäuden zum Einsatz kommen. Sie verrichten auf eigenen Diensthundeinspektionen Dienst.
Den Beamten von Einsatzeinheiten (kurz EE) und der Schnellen Interventionsgruppen (SIG) der Schnellen Reaktionskräfte (SRK) obliegen alle Amtshandlungen mit höherem Gefährdungsgrad und Spezialeinsätze soweit dies nicht in den Zuständigkeitsbereich des Einsatzkommandos (EKO) COBRA fällt.
Charakteristisch für den Dienst in der Bundespolizei ist neben Uniform und Bewaffnung auch der Dienst zu Tag- und Nachtzeiten und an Wochenenden und Feiertagen, der vor allem von den Eingeteilten Beamten verrichtet wird.
Zur Legitimation dienen allen EB ihre Dienstausweise. Im Zuge der Polizeireform wurden allen EB neue Ausweise in Bankomatkartengröße ausgestellt. Der Ausweis weist fünf Sicherheitsmerkmale auf.
Auf der Vorderseite befindet sich neben dem mit Laser schwarz-weiß auf den Rohling gebrannten Lichtbild die siebenstellige Dienstnummer. Auf der Rückseite sind akademischer Grad, Vor- und Nachname, und ein weiteres Mal die Dienstnummer sowie die ausstellende Behörde zu sehen.
Neben dem Foto gibt es weitere Sicherheitsmerkmale: Ein Kippbild auf der Vorderseite mit dem Bundesadler, auf dem zusätzlich fünf Stellen der Dienstnummer verzeichnet sind, unter der Aufschrift „Organ des öffentlichen Sicherheitsdienstes“ eine Reliefprägung „Republik Österreich“ sowie die Mikroschrift „Bundesministerium für Inneres“ auf beiden Seiten.

## Abzeichen, Dienstgrade, Dienstgradabzeichen

### Abzeichen
Der Wachkörper Bundespolizei führt als Abzeichen auf einem golden umrandeten dunkelblauen Schild ein stilisiertes österreichisches Bundeswappen in silberner Ausführung. Auf dem Schild befindet sich über dem Bundeswappen der in Gold gehaltene Schriftzug POLIZEI. Zu bemerken ist, dass sowohl das Bundeswappen auf dem Ärmelabzeichen, aber in noch viel größerer Weise die Darstellungen des Bundeswappens auf dem offiziellen Polizeilogo sowie auf den Dienstgradabzeichen nicht den per Verfassungsgesetz festgesetzten Vorschriften hinsichtlich dessen Aussehens entsprechen.

### Dienstgrade und Dienstgradabzeichen

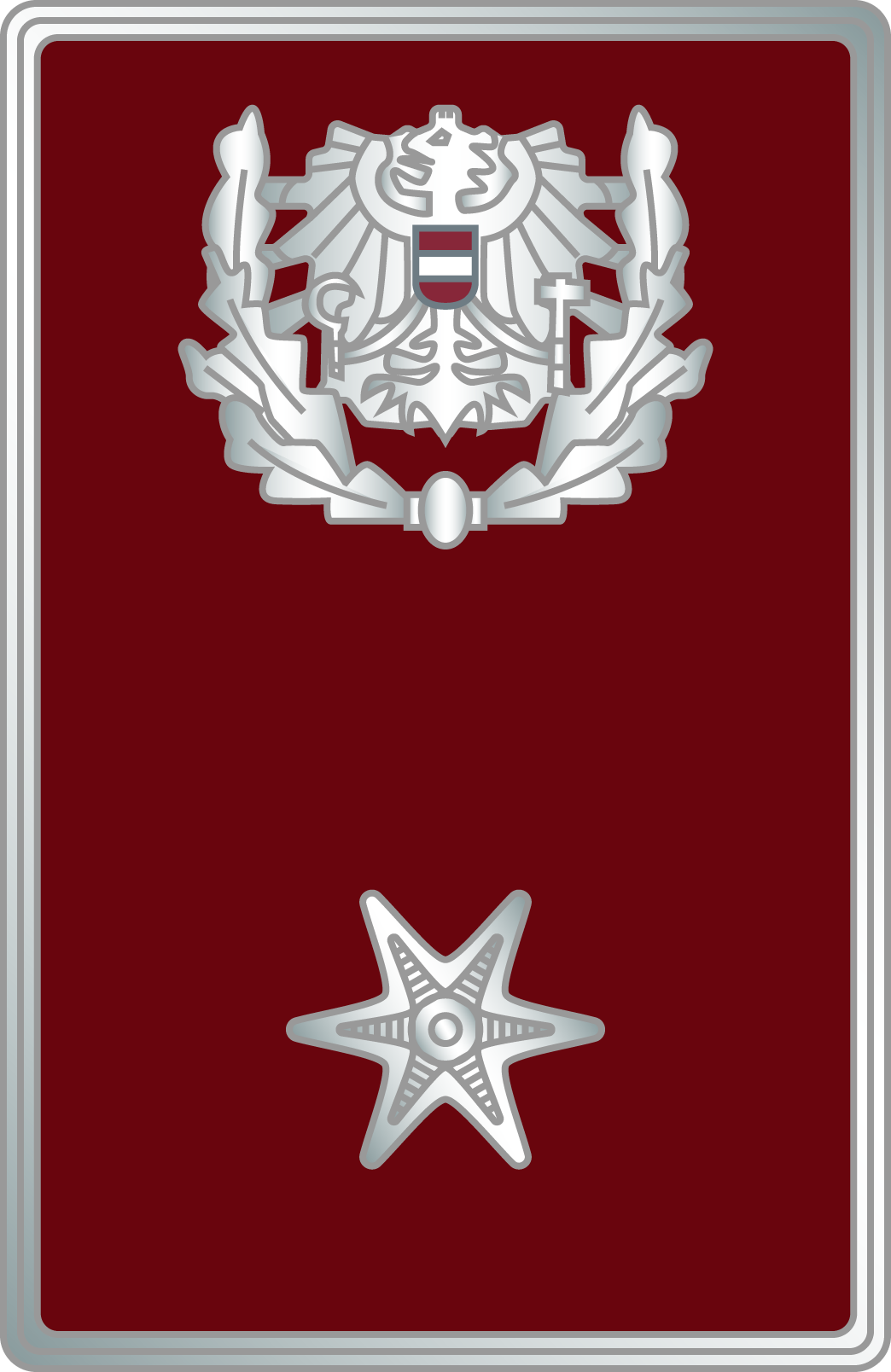
Aufschubdienstgradabzeichen eines Beamten mit dem Dienstgrad Inspektor

Die Polizisten tragen als Beamte den Amtstitel Exekutivbediensteter (EB). Zusätzlich führen sie noch einen Dienstgrad als Verwendungsbezeichnung. Da die auszubildenden Polizisten nicht mehr in ein Beamtenverhältnis (Verwendungsgruppe E2c) aufgenommen werden, sind Polizeischüler nun Vertragsbedienstete mit Sondervertrag (kurz VB/S). Seit 2017 tragen die Polizeischüler wieder den Dienstgrad Aspirant (kurz Asp.), wie zuvor schon die Polizeischüler im Beamtendienstverhältnis. Die Dienstgrade kann man bei den uniformierten Polizisten anhand der Rangabzeichen erkennen. Sie lassen sich in drei Gruppen einteilen: Eingeteilte, dienstführende und leitende Exekutivbedienstete. Weibliche Beamte führen, soweit sprachlich möglich, den Dienstgrad in weiblicher Form (Art. 7 Abs. 3 B-VG).
Auf den Dienstgradabzeichen wird eine stark stilisierte Form des Bundeswappens innerhalb eines Eichenlaubkranzes als Korpsabzeichen geführt. Die Grundfarbe (Egalisierung) der Dienstgradabzeichen bildet Krapprot. Durch eine steigende Anzahl von kombinierten Sternen, Streifen und Untergründen in den Farben Silber, Platin und Gold werden die Dienstgrade dargestellt.

## Uniform

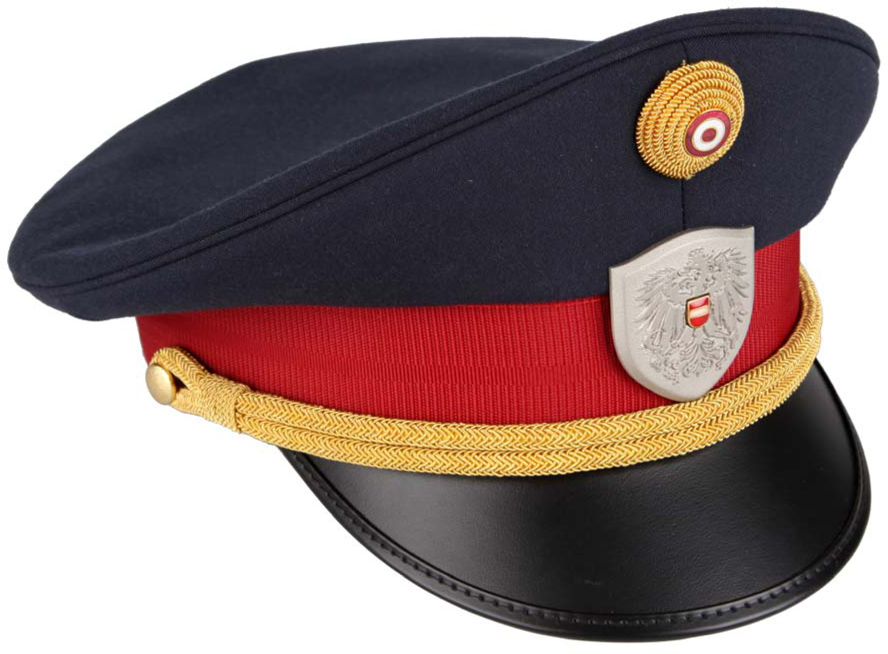
Tellerkappe eines dienstführenden Beamten

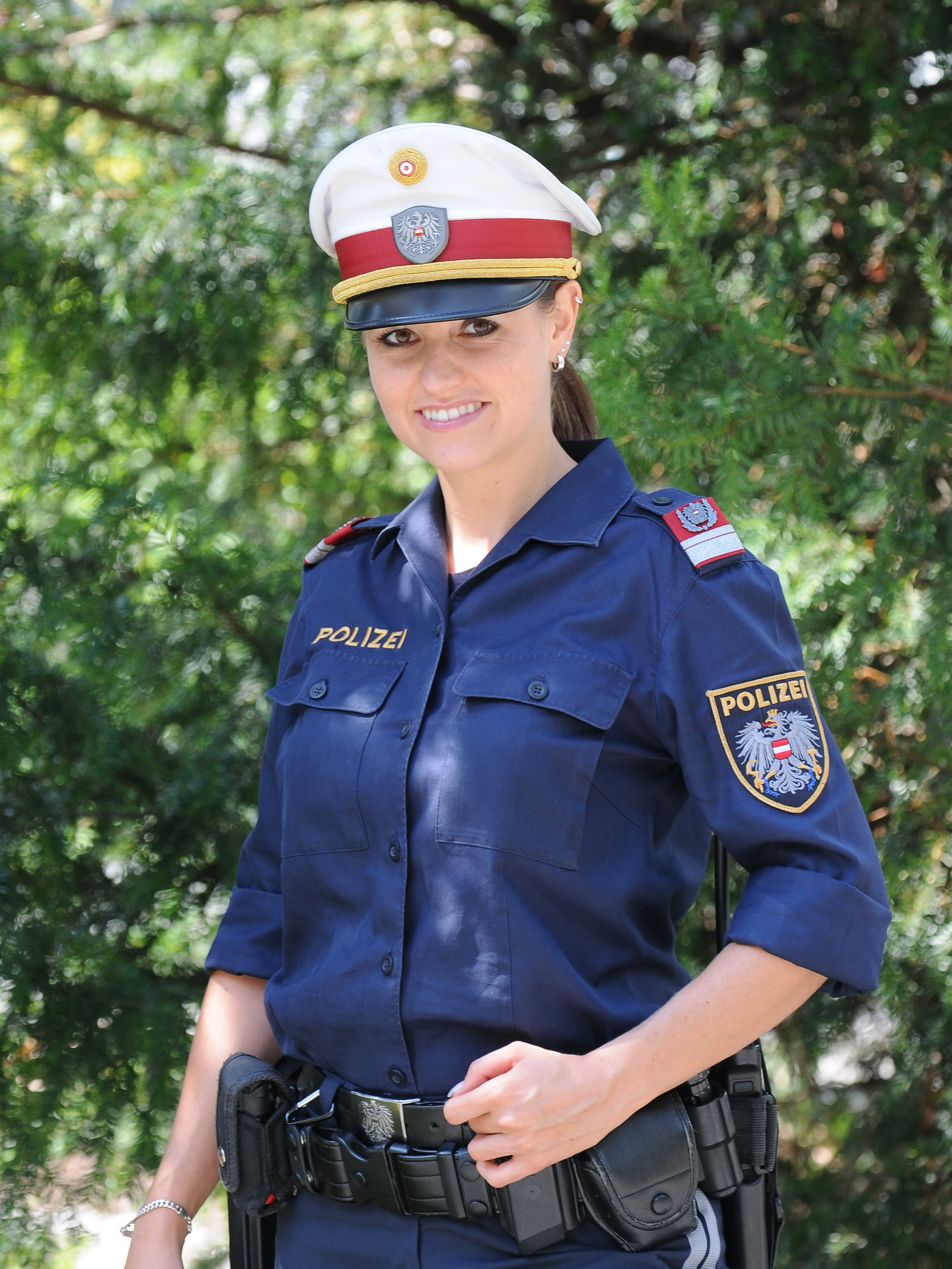
Polizeibeamtin (RevInsp) in Exekutivdienstuniform

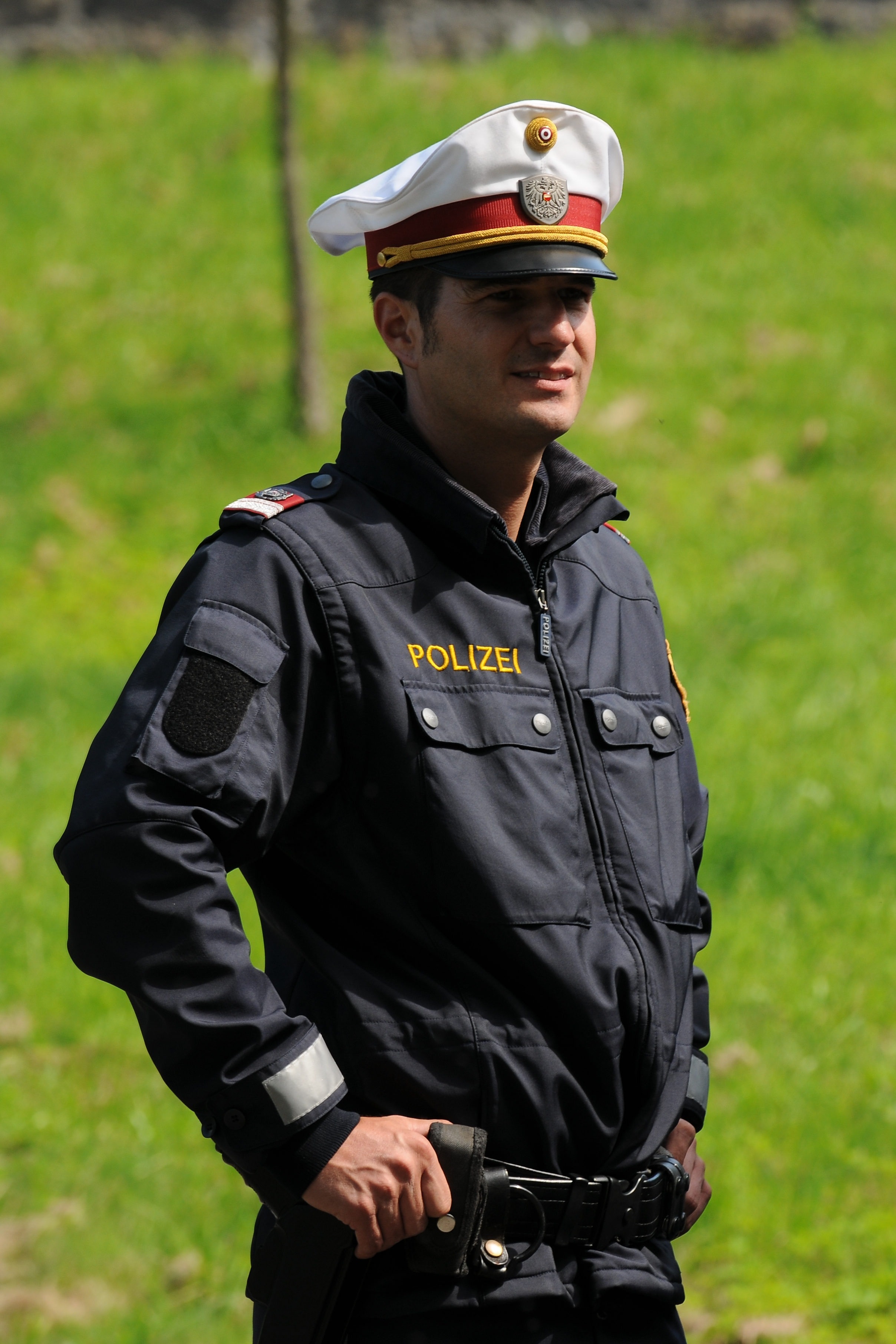
Polizeibeamter (RevInsp) mit Einsatzjacke

### Exekutivdienstuniform
Im regulären Dienst wird die Exekutivdienstuniform (EU) getragen. Diese besteht aus:
- wahlweise Halbschuhe, Einsatzschuhe, Einsatzstiefel (witterungs- und einsatzbedingt)
- schwarze Socken/Strumpfhose
- Mehrzweckhose
- Hosengürtel
- Kurzarmleibchen als Unterhemd
- Uniformhemd, -bluse (Langarm: blau, Kurzarm: blau oder weiß) oder Rollkragenpullover bzw. Wollpullover (witterungsbedingt)
- Krawatte (witterungs- und einsatzbedingt, wird nur mehr zu repräsentativen Zwecken genutzt)
- Schulterklappendienstgradabzeichen auf Hemd und Jacke
- Mehrzweckjacke oder Einsatzjacke (witterungs- und einsatzbedingt)
- Tellerkappe blau oder weiß oder Barett (einsatzbedingt) oder Winterkappe (witterungsbedingt)

### Repräsentationsuniform
Die für festliche Anlässe geschaffene Repräsentationsuniform (RU), die von E1-Beamten vorzugsweise aber auch im regulären Dienst getragen wird, besteht aus:
- Halbschuhe
- schwarze Strümpfe, Strumpfhose, Socken
- Uniformhose/Uniformrock
- Hosengürtel
- Kurzarmleibchen als Unterhemd
- Uniformhemd, -bluse (Langarm)
- Schulterklappendienstgradabzeichen auf Hemd
- Krawatte
- Uniformsakko/Uniformblazer
- Uniformmantel (witterungsbedingt)
- Kragendienstgradabzeichen auf Uniformsakko/Uniformblazer
- Schulterklappendienstgradabzeichen auf Uniformmantel
- Tellerkappe blau

Bei Arbeitsdiensten (beispielsweise Aufstellen von Tretgittern) wird üblicherweise ein Overall getragen.

### Sondereinheiten
Von den Sonder- und Einsatzeinheiten der Bundespolizei wird eine gesonderte Uniform getragen. Diese besteht aus:
- Einsatzstiefel
- schwarze Socken
- Kurzarmleibchen als Unterhemd
- Overall, flammhemmend, blau
- Schulterklappendienstgradabzeichen auf Overall und Jacke
- Einsatzjacke (witterungsbedingt)
- Barret

#### Barettfarbe
Die Barettfarbe wechselt je nach Einheitszugehörigkeit:
- EKO Cobra/WEGA: dunkelrot
- Diensthundeführer: dunkelgrün
- Einsatzeinheiten der Landespolizeidirektionen: schwarz
- Gesamte Bundespolizei: blau

### Gesetzlicher Schutz
Die Uniformen und Uniformteile von Polizisten sind unter gesetzlichen Schutz gestellt. Es ist nicht erlaubt, außer für szenische Zwecke (beispielsweise Filmaufnahmen), an einem öffentlichen Ort eine solche Uniform oder Uniformteile (Abzeichen, Dienstgradabzeichen udgl.) zu tragen. Wer dem zuwiderhandelt, kann mit einer Geldstrafe von bis zu 360 Euro oder Ersatzfreiheitsstrafe bis zu zwei Wochen bestraft werden. Erlaubt ist die Verwendung der Polizeiuniform in Österreich nur den Angehörigen der gesetzlich eingerichteten Wachkörper, also der Bundespolizei, der Justizwache und den Gemeindewachkörpern, im Dienst.

## Waffen
Als Dienstwaffen und Dienstbehelfe steht einem auf einer herkömmlichen Polizeiinspektion Dienst versehenden EB folgendes zur Verfügung:
- Pistole Glock 17 (Kaliber 9 × 19 mm), bei Kriminalbeamten auch kompakte Glock 19, daraus werden Hohlspitzgeschosse mit Mannstoppwirkung verschossen[10]
- Reservemagazin, samt Holster
- Pfefferspray, samt Holster
- Handschellen, samt Tasche (teilweise Alcyon Modell 5050 mit Kettenverbindung, teilweise Smith & Wesson Modell 300 mit Scharniergelenk)
- Multifunktionswerkzeug „Victorinox Swiss Tool BS“
- Einsatzgurt
- Steyr AUG A3, befindet sich in allen Streifenfahrzeugen und/oder in den Dienststellen
- Steyr AUG A1 (als „StG 77“ bezeichnet) oder Steyr AUG 9mm (als „MP 88“ bezeichnet), ausgemustert, wird teilweise als umgebaute Version mit neuen Rotpunktvisier für das Schießtraining verwendet

Insbesondere bei Formationen wie den Einsatzeinheiten stehen Tonfa-Schlagstöcke sowie die Granatpistole MZP 1 von Heckler & Koch, entsprechend den Einsatzumständen zur Verfügung.
Der WEGA in Wien steht darüber hinaus das Präzisionsgewehr SSG 69 (auch Subsonic oder mit Nachausrüstung) sowie die Granatpistole MZP 1 von Heckler & Koch zur Verfügung. Zusätzlich sind Tränengaswurfkörper, Ablenkgranaten mit Blitz- und Knalleffekten sowie die Elektroschockpistole „Taser“ im Einsatz. Ab 2017 erhält die WEGA neue Sturmgewehre.
Im Zuge des „Anti-Terror-Pakets“, welches nach den Anschlägen in Paris 2015 geschnürt wurde, wird die Schutzausrüstung für „normale“ Beamte erhöht. So wurden ab 2016 folgende Ausrüstungsgegenstände angeschafft:
- 750 taktische Schutzwesten
- 6500 Einsatzhelme
- Stichschutzwesten (ballistische Gilets) für alle Polizisten

In jedem Streifenwagen befinden sich zwei Schutzwesten, zwei Helme und zwei Sturmgewehre, um schnell auf Terror- und Amoklagen reagieren zu können.

Waffen der Bundespolizei
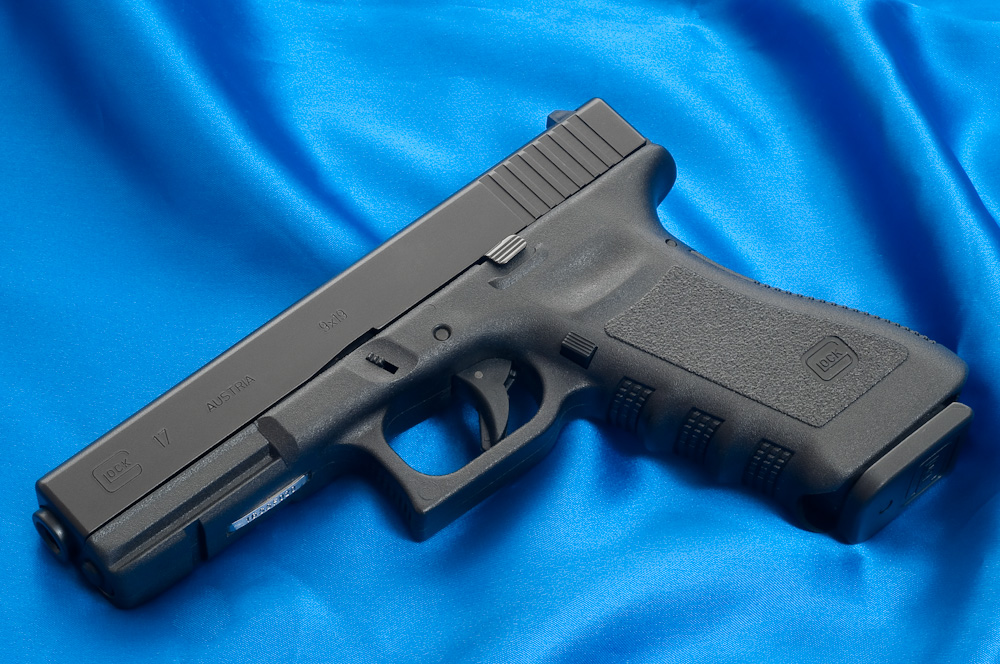
Dienstpistole Glock 17
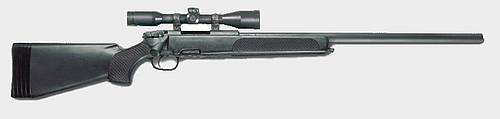
Scharfschützengewehr SSG69
Steyr AUG A3
Steyr AUG A1 – „StG 77“
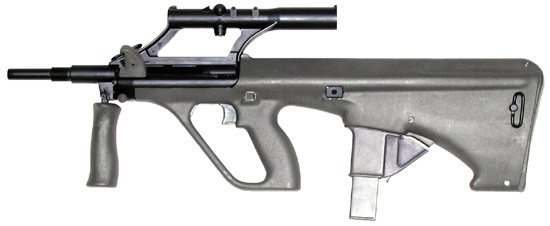
Steyr AUG 9-mm-„MP 88“
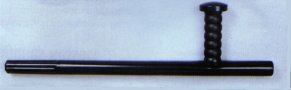
Der „Einsatzstock“ genannte Tonfa der Bundespolizei

## Gerät

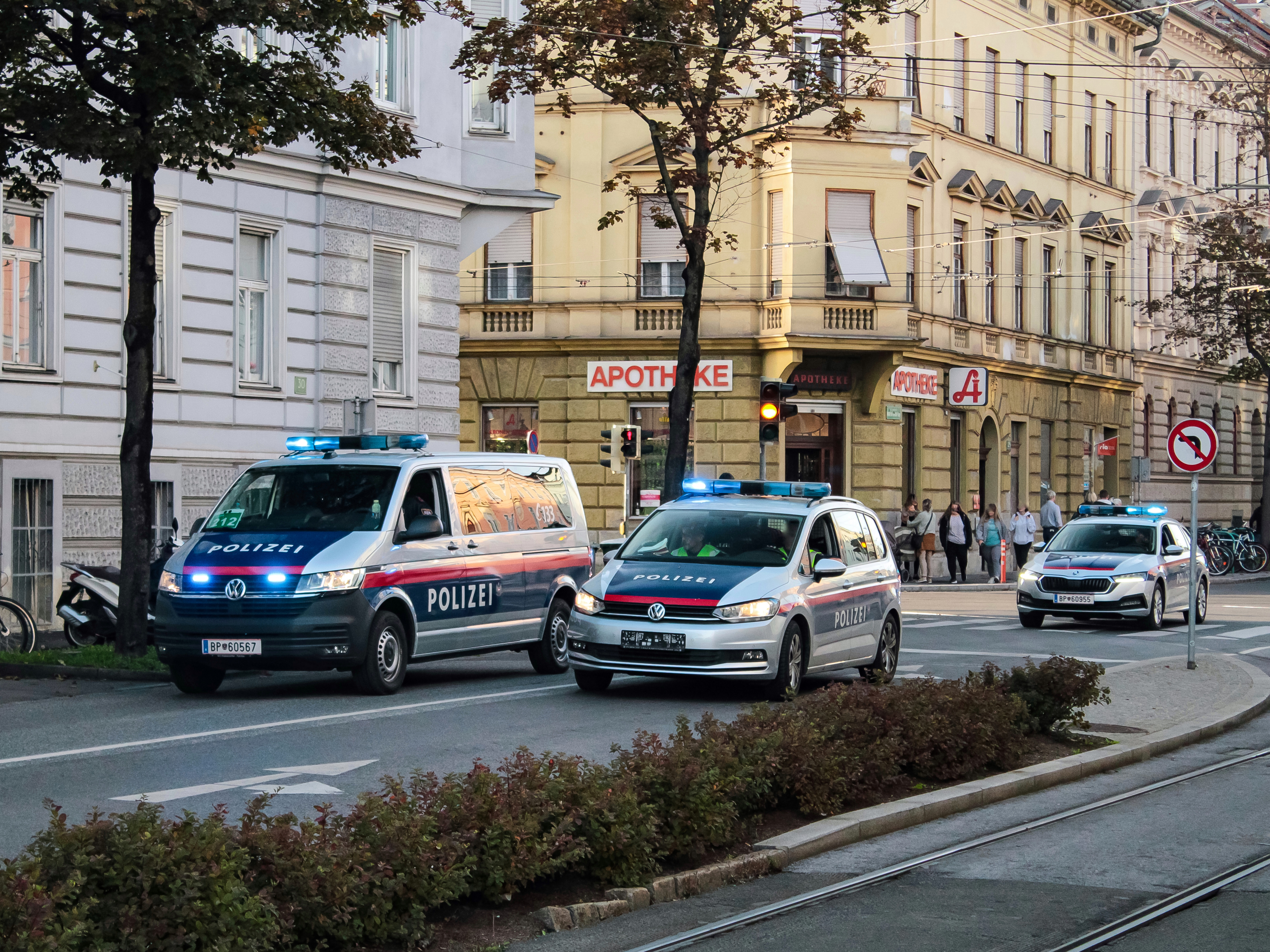
VW T6, VW Touran sowie Škoda Octavia im Einsatz in Graz.

### Bodenfahrzeuge

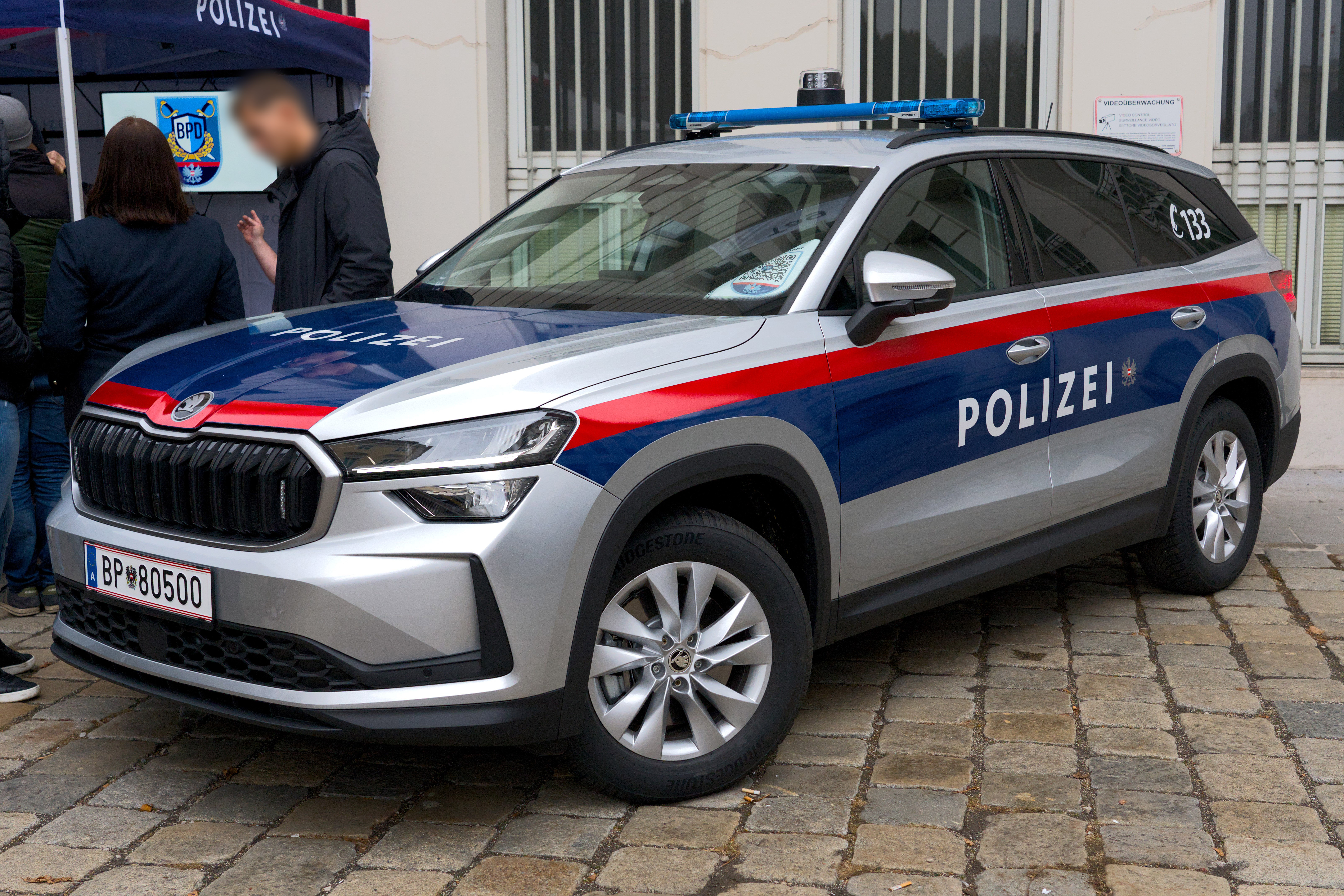
Ein Škoda Kodiaq II als Streifenwagen am österreichischen Nationalfeiertag 2024.

Standardmarken im Polizei-Fuhrpark (Stand: 2017) sind VW, Skoda, Audi und Seat. Des Weiteren sind auch einige andere Marken, die nicht genannt werden und insbesondere für verdeckte Ermittlungen oder auch als Zivilstreifenwagen eingesetzt werden, in Verwendung. Klassische Mengenfahrzeuge sind der VW Touran und der Škoda Octavia Combi 4x4, wo aufgrund des Geländes Allrad notwendig ist. Beide Modelle fanden lange Zeit als Standard-Streifenwagen Anwendung und sollen ab 2024 und innerhalb 2029 durch den Škoda Kodiaq ersetzt werden.
Die alten weißen Streifenfahrzeuge wurden sukzessive durch die neu gestalteten mit silberner Lackierung und blauen und roten Applikationen abgelöst. Die ersten Chargen dieser neuen Fahrzeuge umfassten die Typen:
- VW Golf IV Variant
- VW Touareg
- VW Touran
- VW Passat
- VW Sharan
- VW Transporter
- VW Amarok
- Ford Mondeo III Traveller
- Ford Transit
- Nissan Pathfinder
- Mercedes C-Klasse (seit 2020 Zivil)
- Mercedes Sprinter (wird von den Verkehrsunfallkommanden (VUK) verwendet)
- Škoda Octavia II Combi
- BMW-Motorräder, verschiedene Touren- und Enduromodelle
- Mountainbikes

In den vergangenen Jahren sind vor allem folgende Streifenfahrzeuge bei der Bundespolizei in Verwendung:
- Škoda Octavia III Combi
- VW Touran II
- VW Passat B8, VW Passat B7
- VW Sharan II
- VW Tiguan
- VW Touareg
- Audi A6 C7
- Škoda Kodiaq
- VW T5/T6
- VW Crafter (wird von den Verkehrsunfallkommanden (VUK) verwendet)
- Porsche 911 (wurde von Porsche für eine kurze Zeit zur Verfügung gestellt) sowie
- Ducati Multistrada Motorräder[15]
- BMW und Honda-Motorräder, verschiedene Touren- und Enduromodelle (ab 2021 werden schrittweise alle Motorräder gegen BMW F 850 GS-P sowie BMW R1250 RT-P getauscht, um eine einheitliche Flotte zu bekommen. Dabei handelt es sich um spezielle Behördenmotorräder).
- Mountainbikes

Bodenfahrzeuge der Bundespolizei
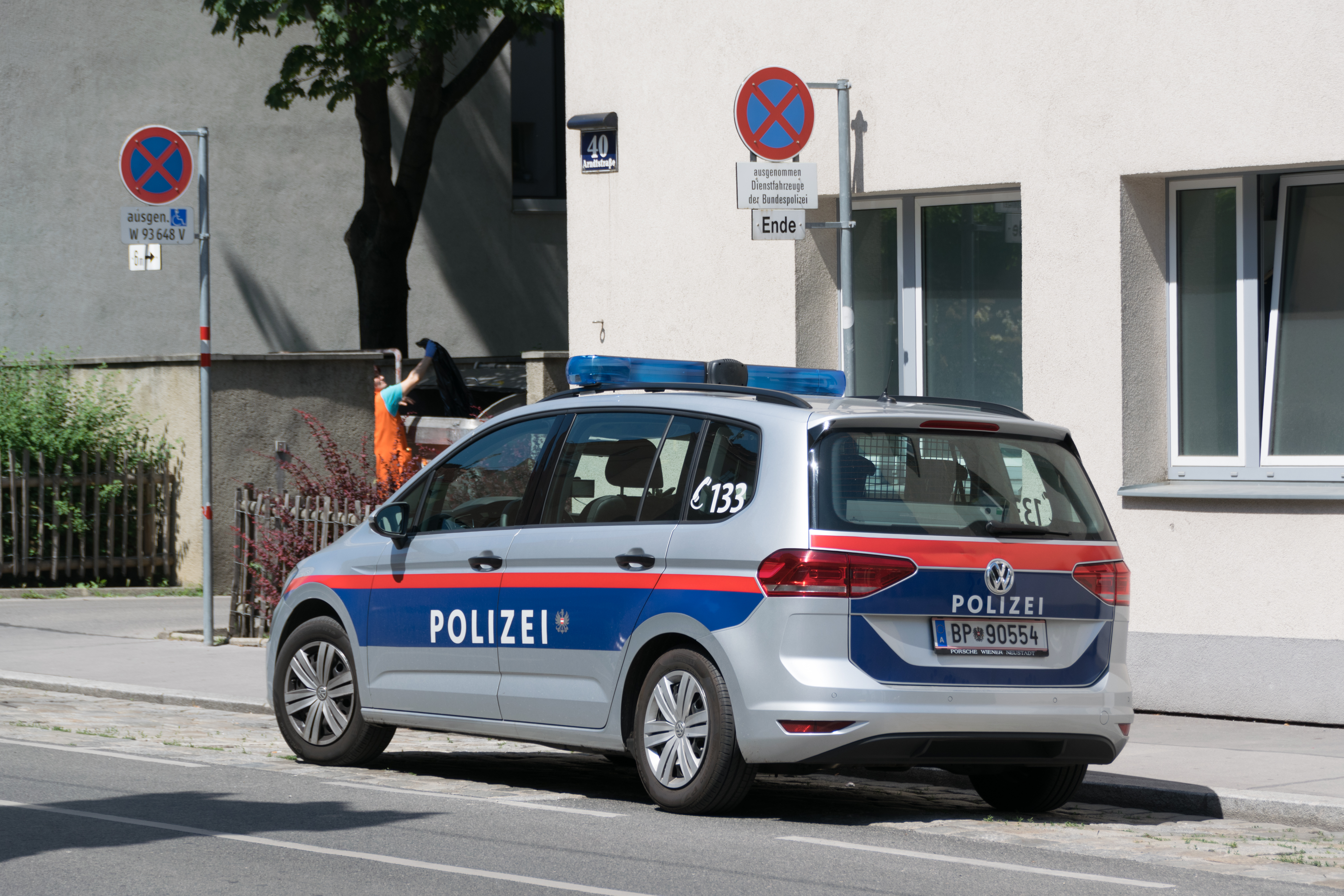
Streifenfahrzeug VW Touran
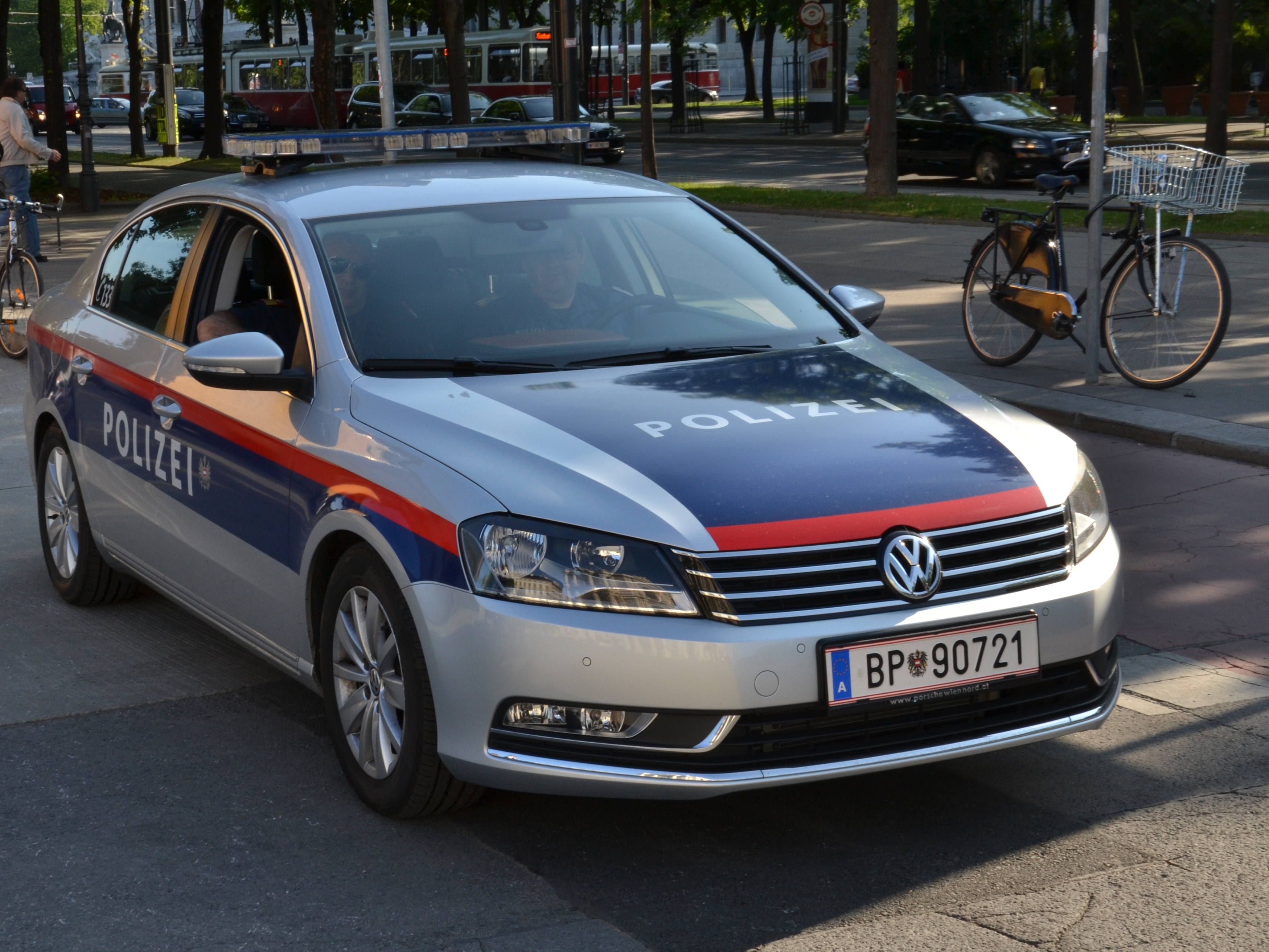
Streifenfahrzeug VW Passat
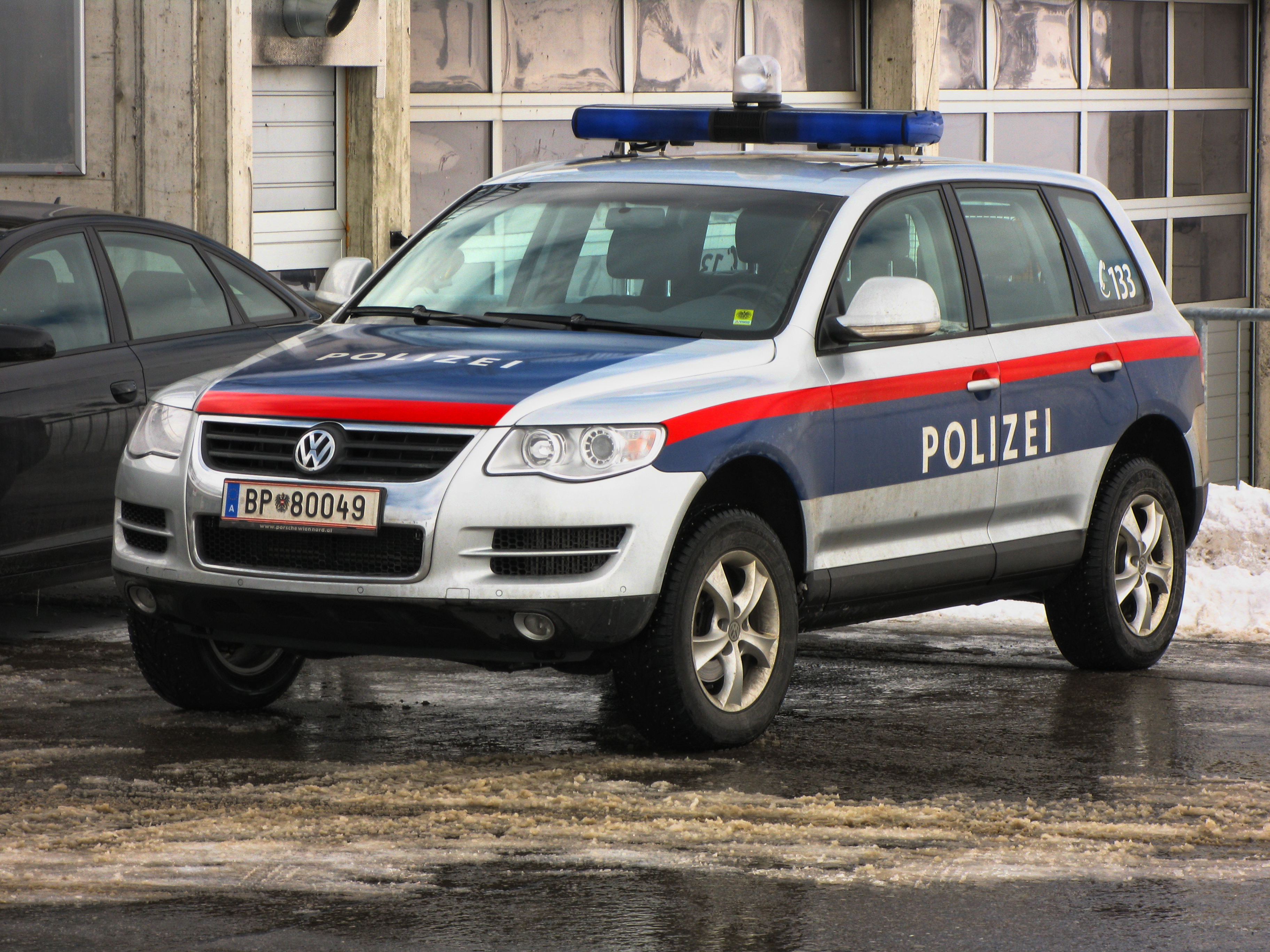
Streifenfahrzeug VW Touareg
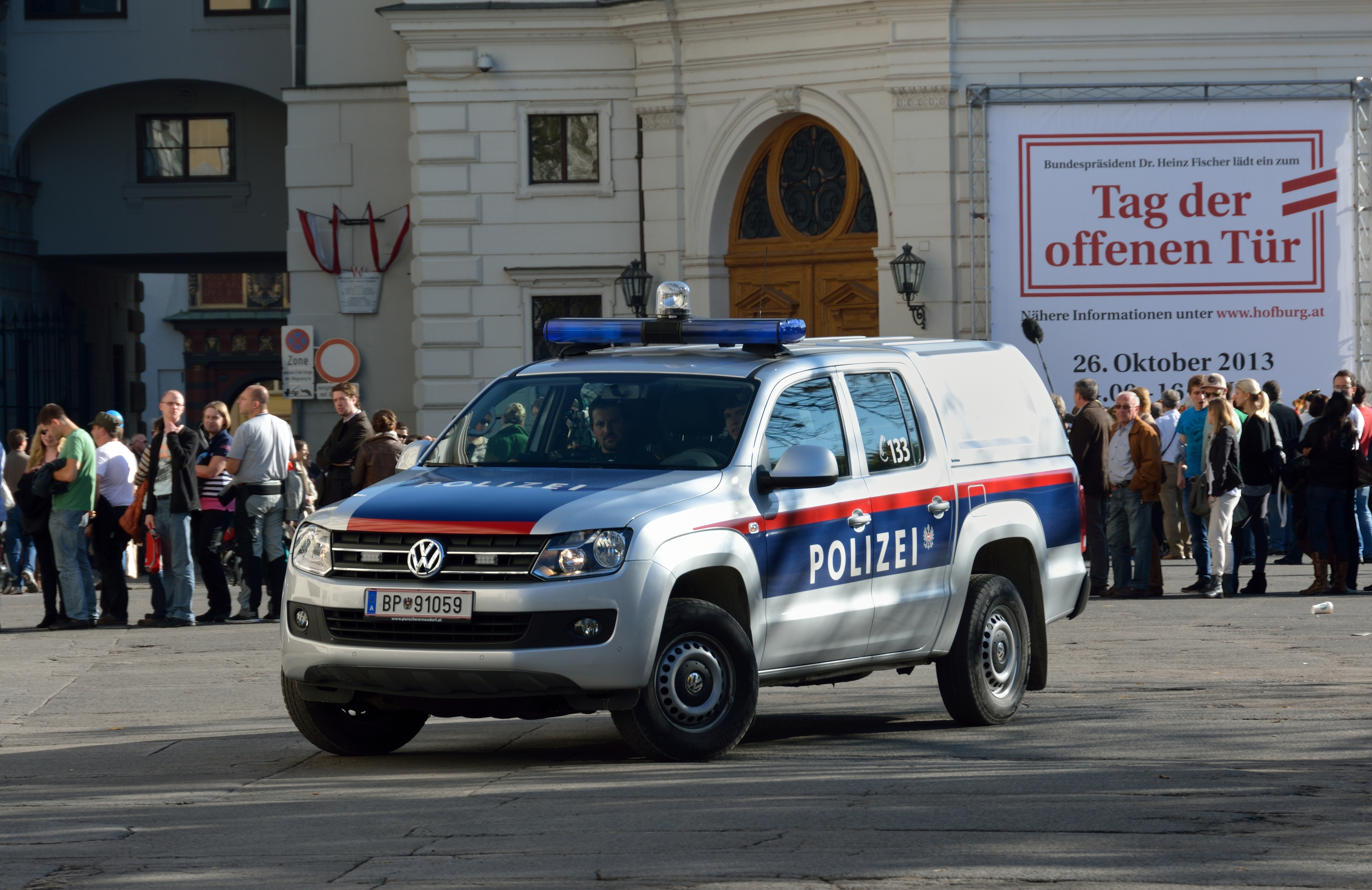
Streifenfahrzeug VW Amarok
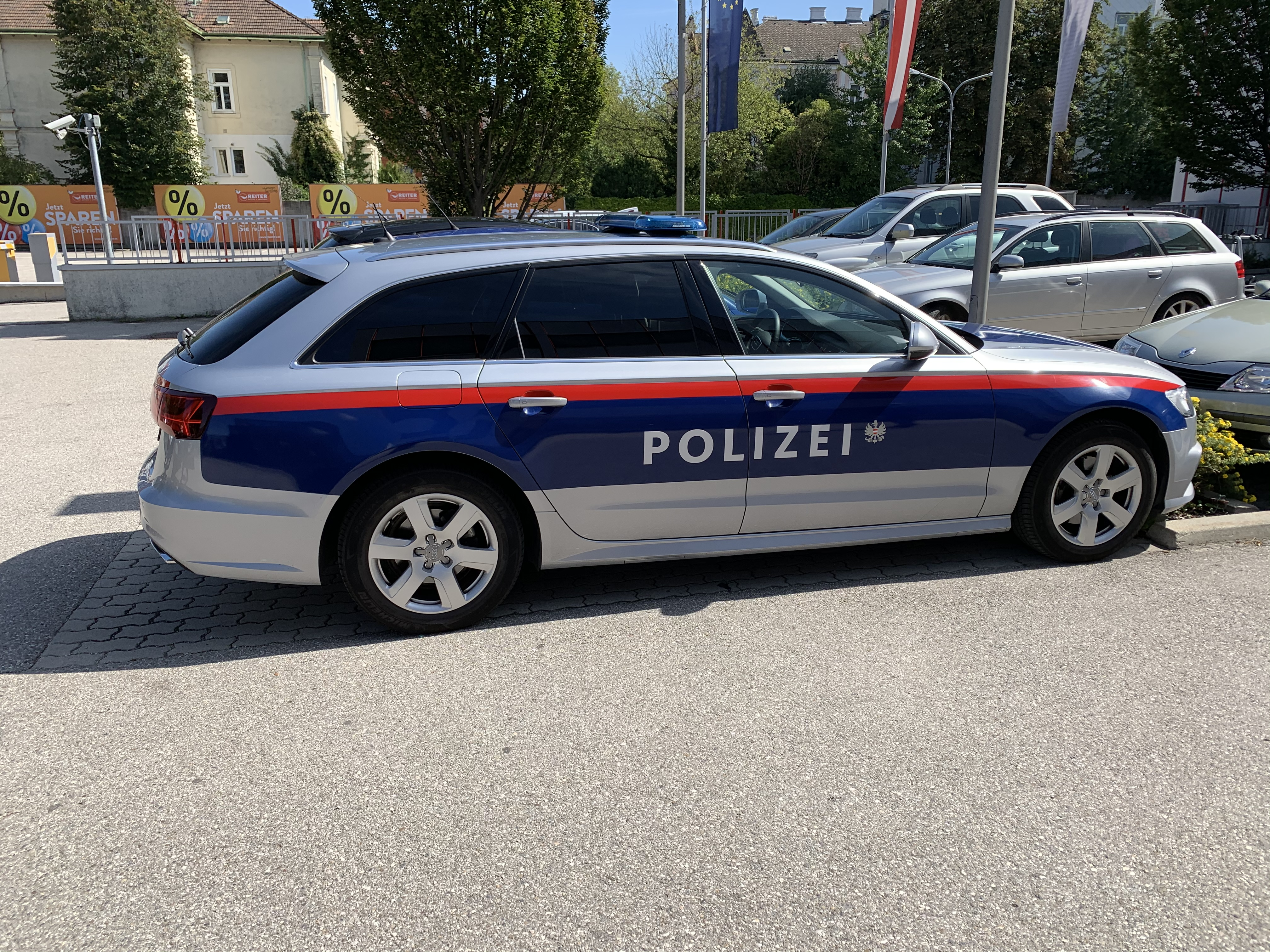
Streifenfahrzeug Audi A6
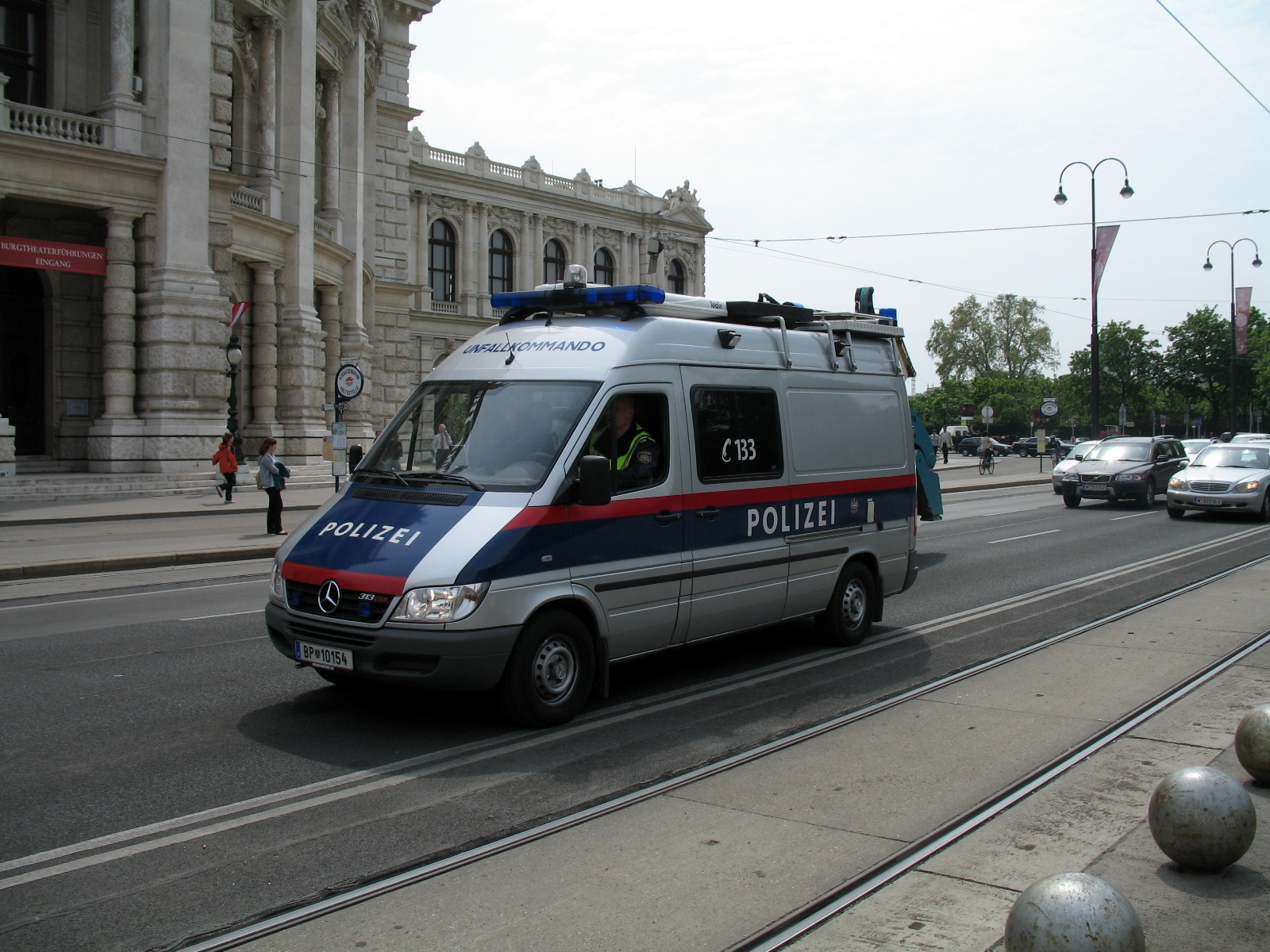
Mercedes-Benz Sprinter des Unfallkommando Wien
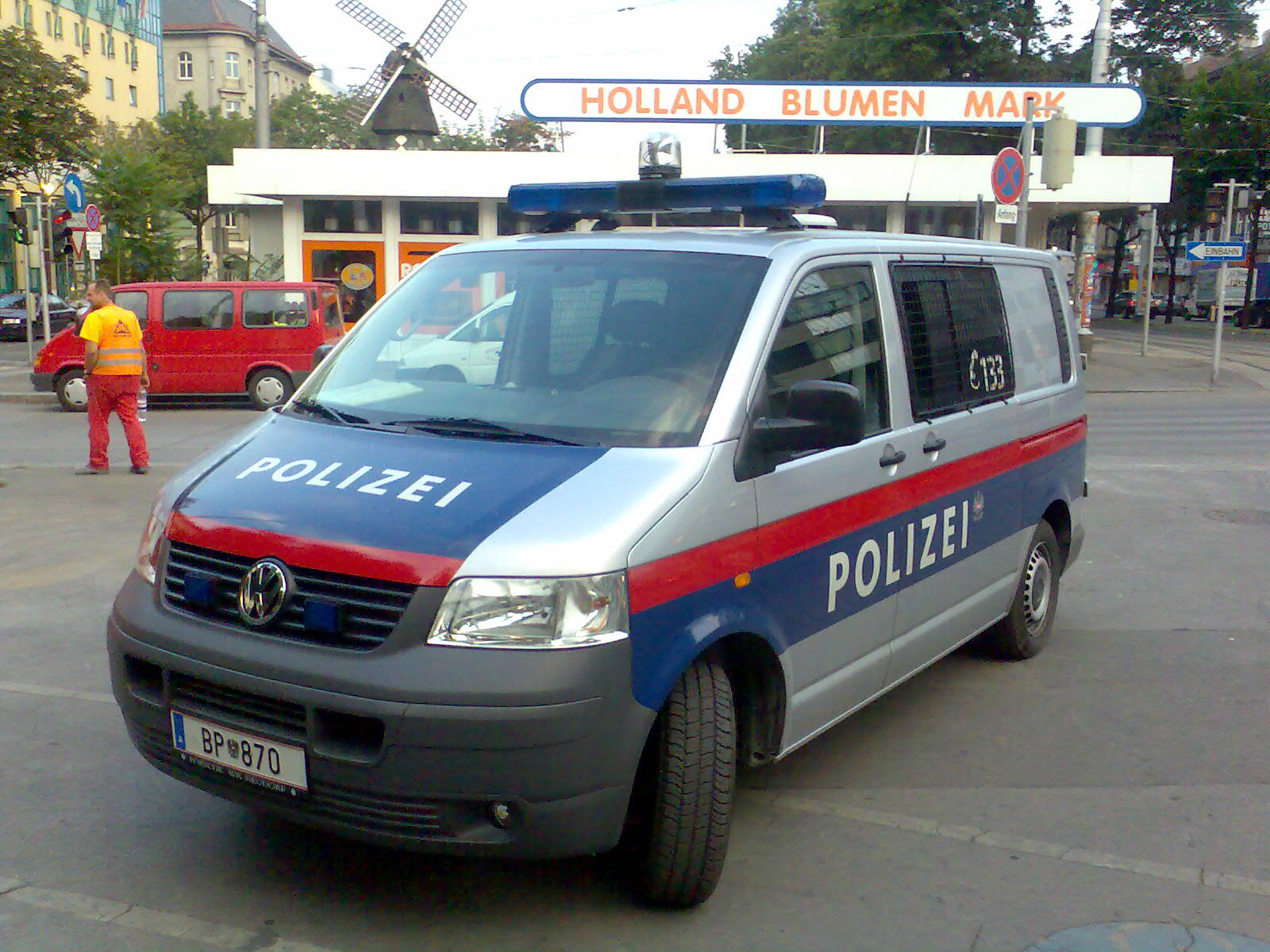
Transporter für Diensthunde
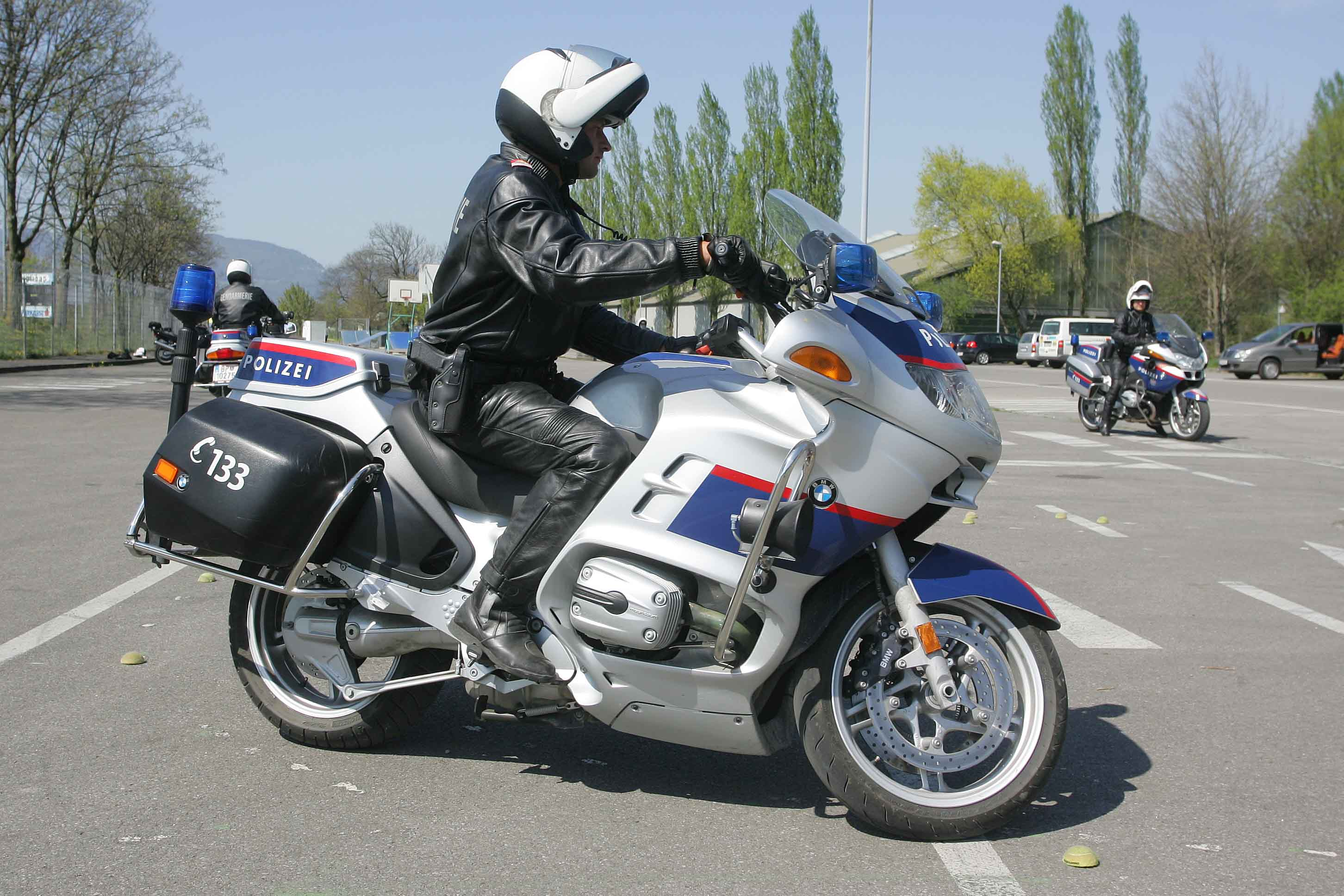
BMW-Motorrad
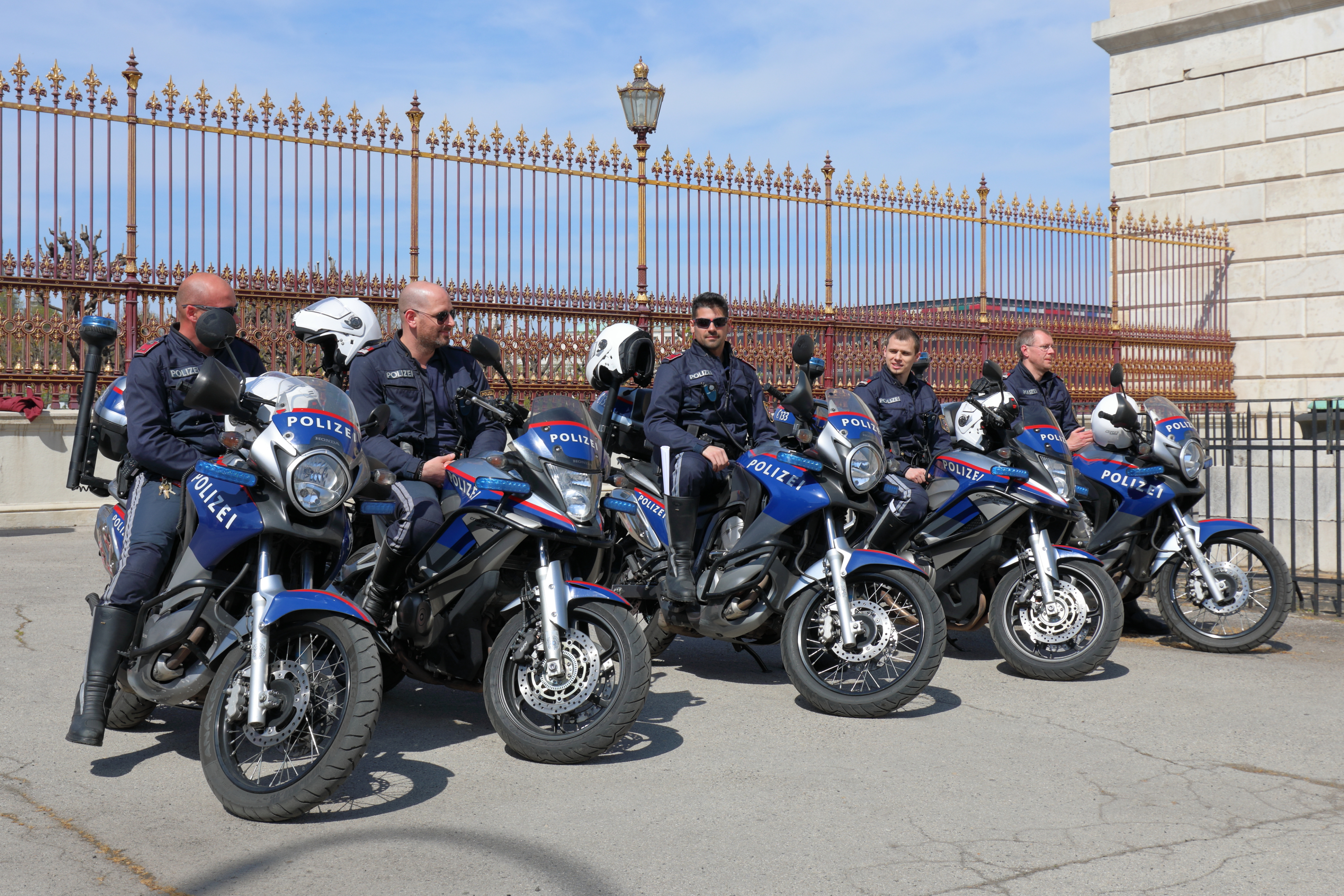
Honda-Motorräder (Transalp ABS und Crossrunner)
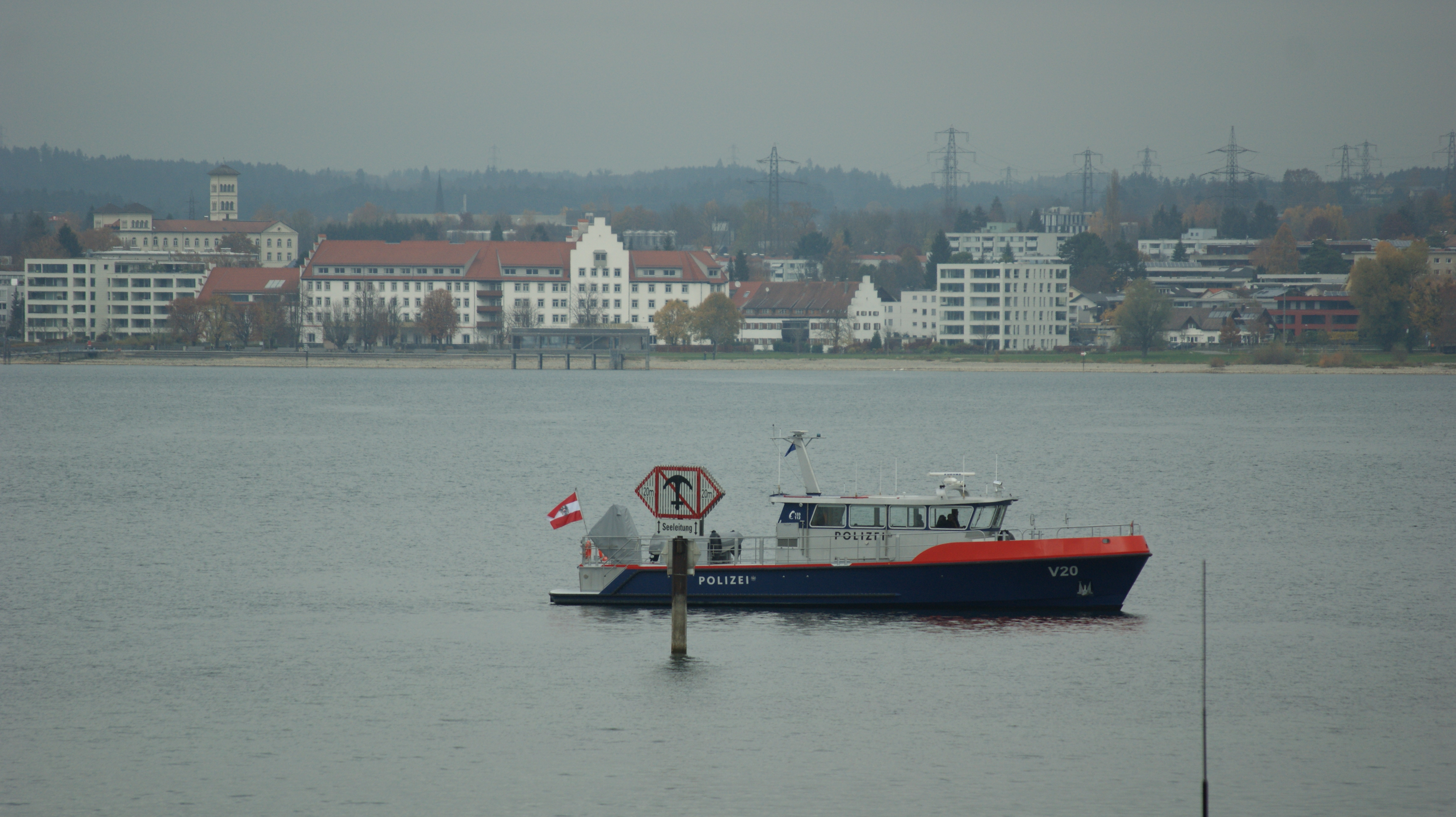
Polizeiboot
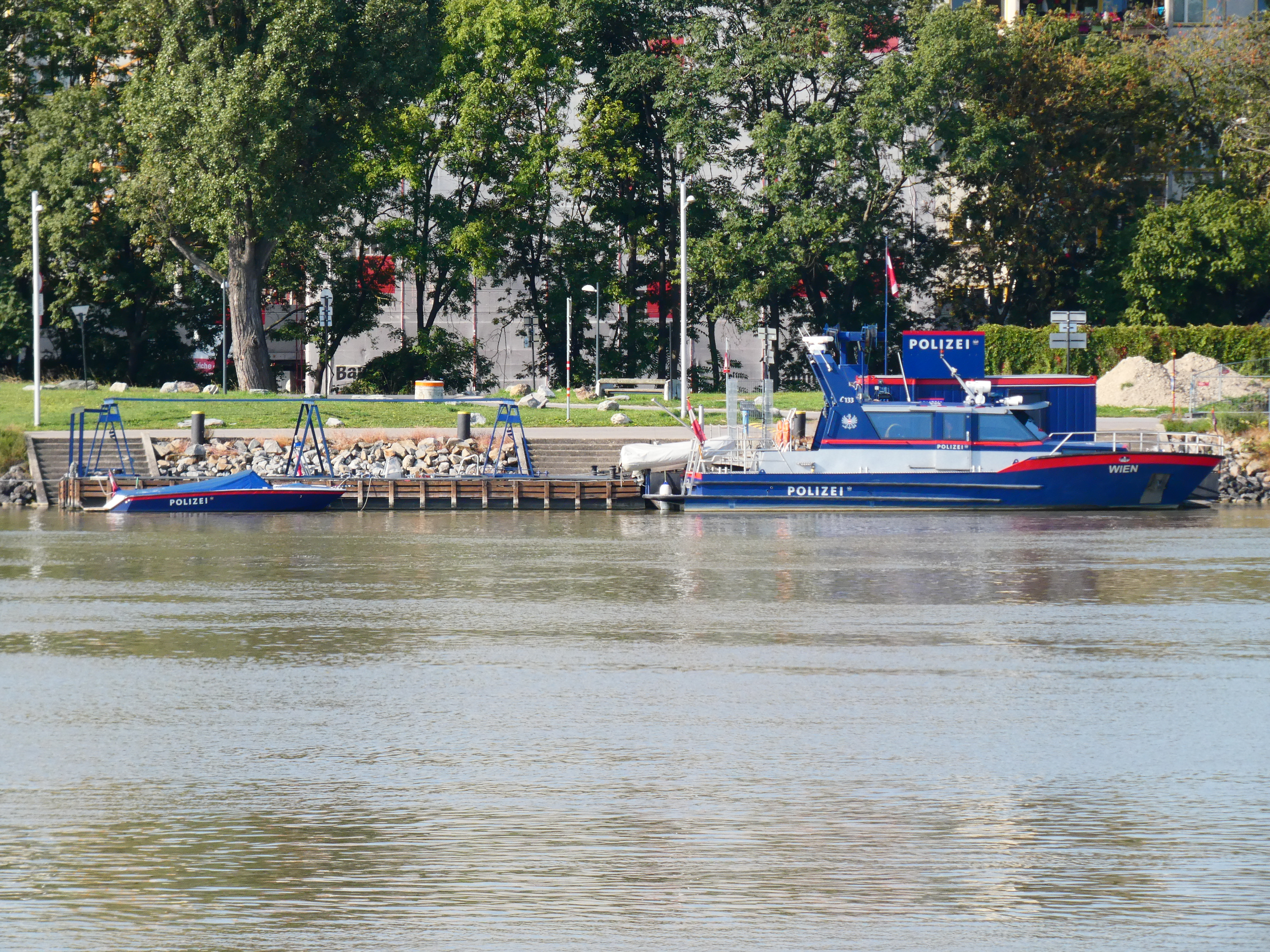
Boote der Bundespolizei in Wien, Leopoldstadt.

### Spezialfahrzeuge
In Wien stehen der Polizei mehrere Wasserwerfer für ordnungspolizeiliche Anlässe zur Verfügung. Anfänglich im damals aktuellen weiß-roten Design erfuhren die Fahrzeuge mittlerweile eine Farbanpassung in Richtung Dunkelblau. Die Einsatzeinheit WEGA verfügt außerdem mit Sonderwagen 4 (TM-170), Achleitner HMV Survivor I und Achleitner PMV Survivor II über gepanzerte Spezialfahrzeuge für besondere Einsatzlagen.
Das Einsatzkommando Cobra (EKO-Cobra) erhielt im November 2016 einen gepanzerten Mannschaftstransporter vom Typ Achleitner PMV Survivor II mit Tarnanstrich, im August 2017 folgten zwei weitere PMV Survivor II mit blauer Lackierung. Ebenso unterhält das EKO-Cobra HMV Survivor I. Im Zuge des „Sicherheitspakets für Polizei und Bundesheer“ sind Neuanschaffungen geplant, so sollen insgesamt 16 neue gepanzerte Sonderfahrzeuge in Dienst gestellt werden:
- 9 gepanzerte Geländewagen
- 2 paramilitärische Panzerfahrzeuge
- 4 gepanzerte Klein- und Mannschaftstransporter

Spezialfahrzeuge der Bundespolizei
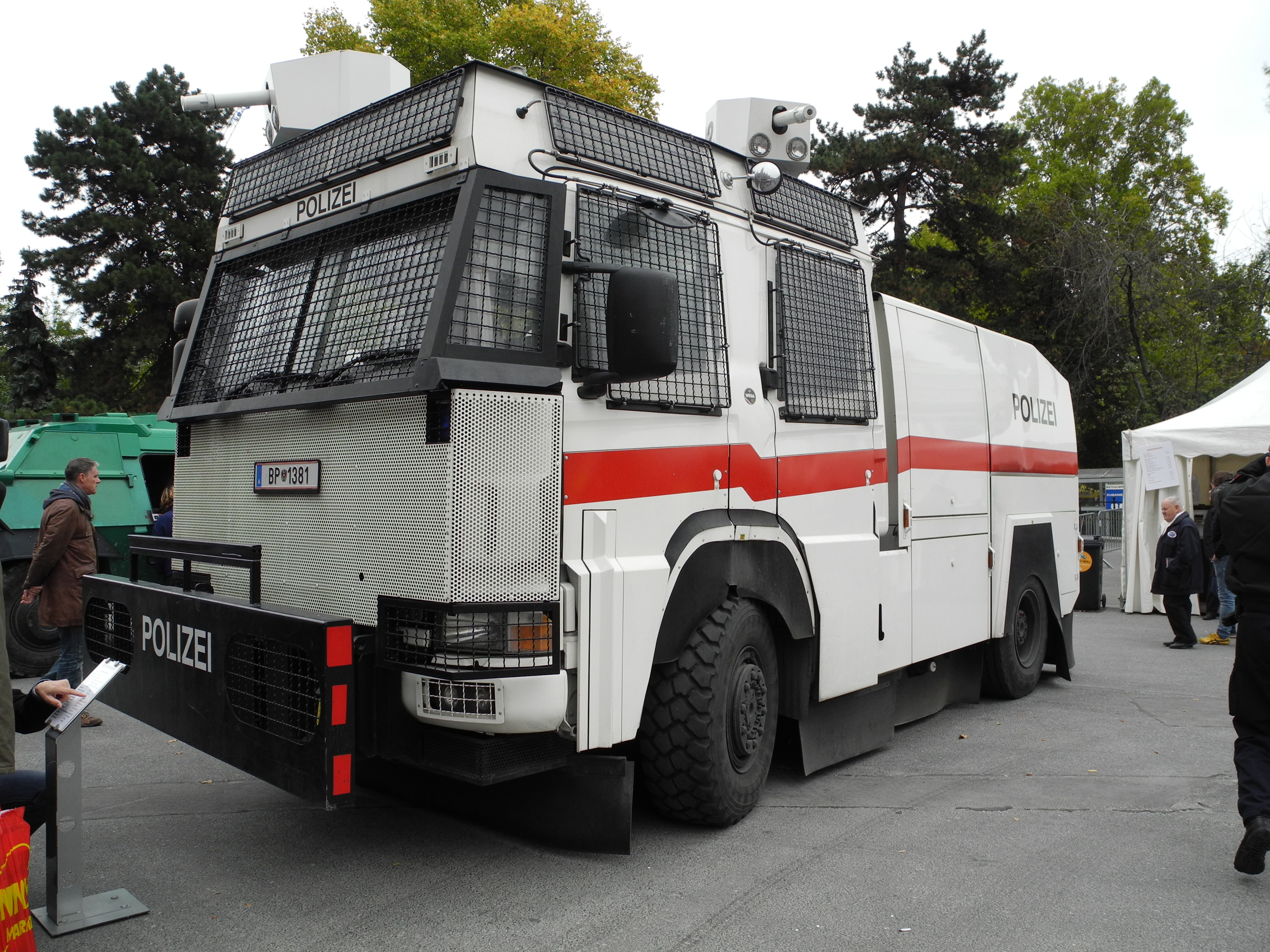
Wasserwerfer in Rot-Weiß …
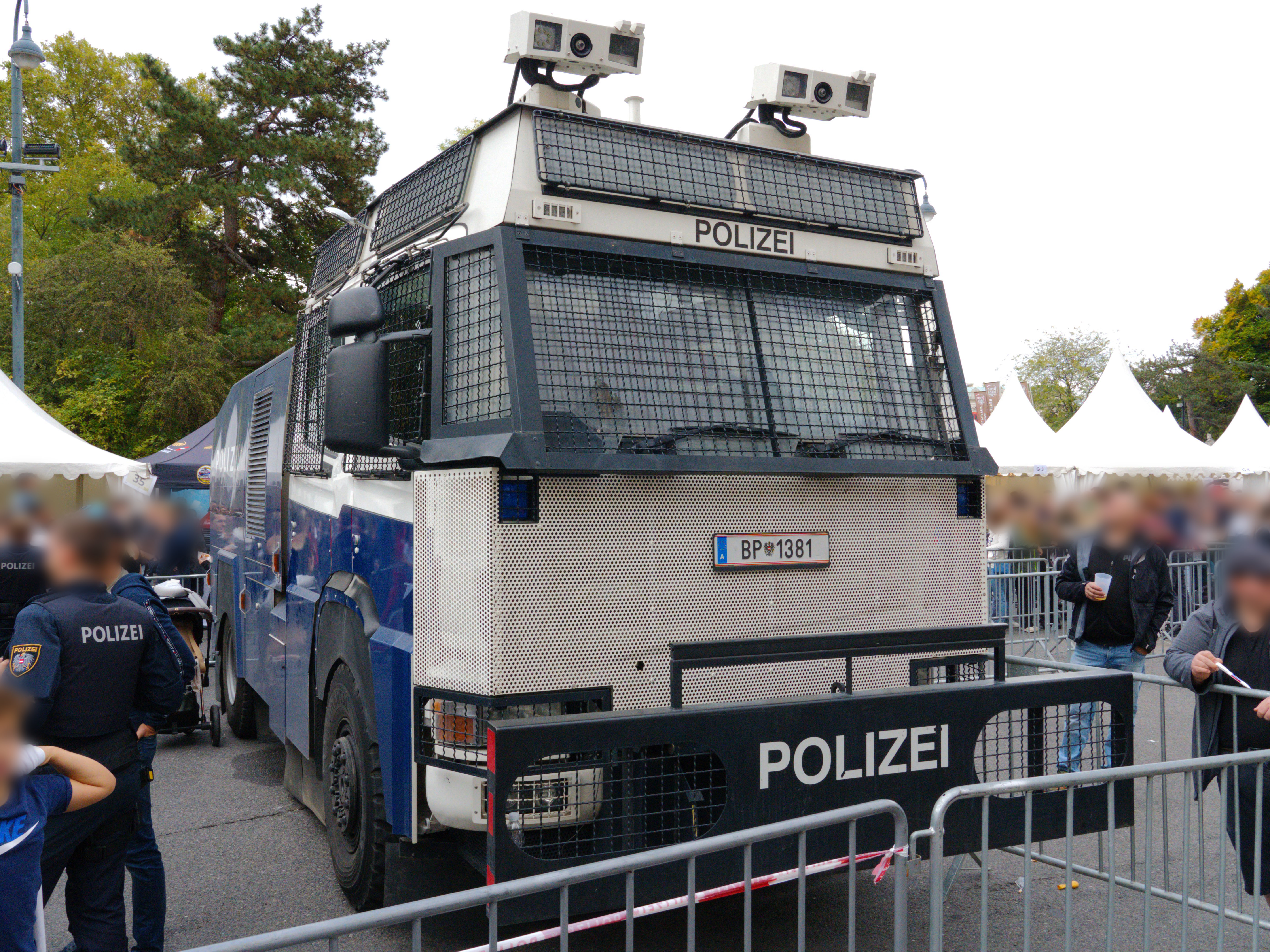
… und mittlerweile in Blau-Weiß.
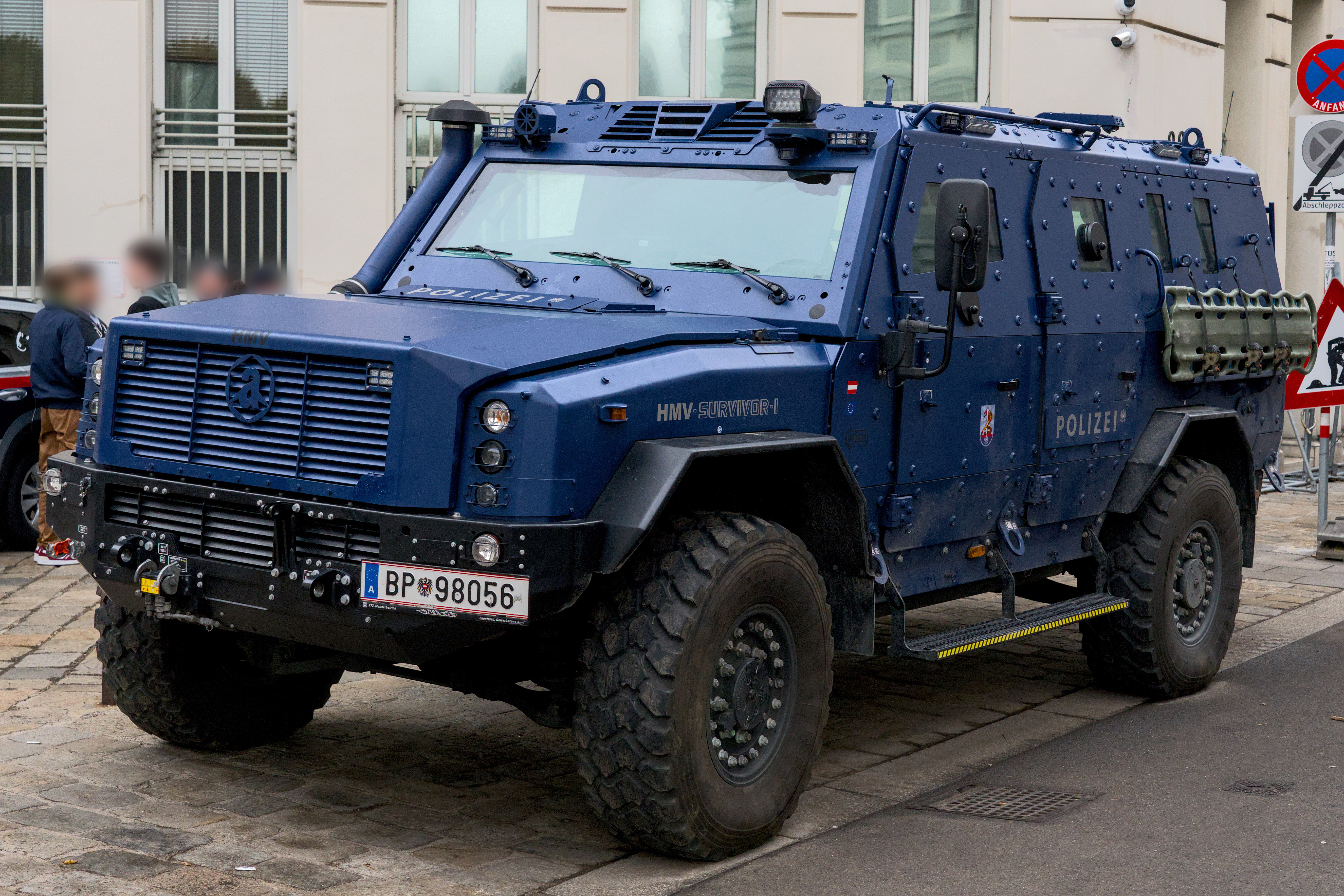
HMV Survivor I (EKO-Cobra)
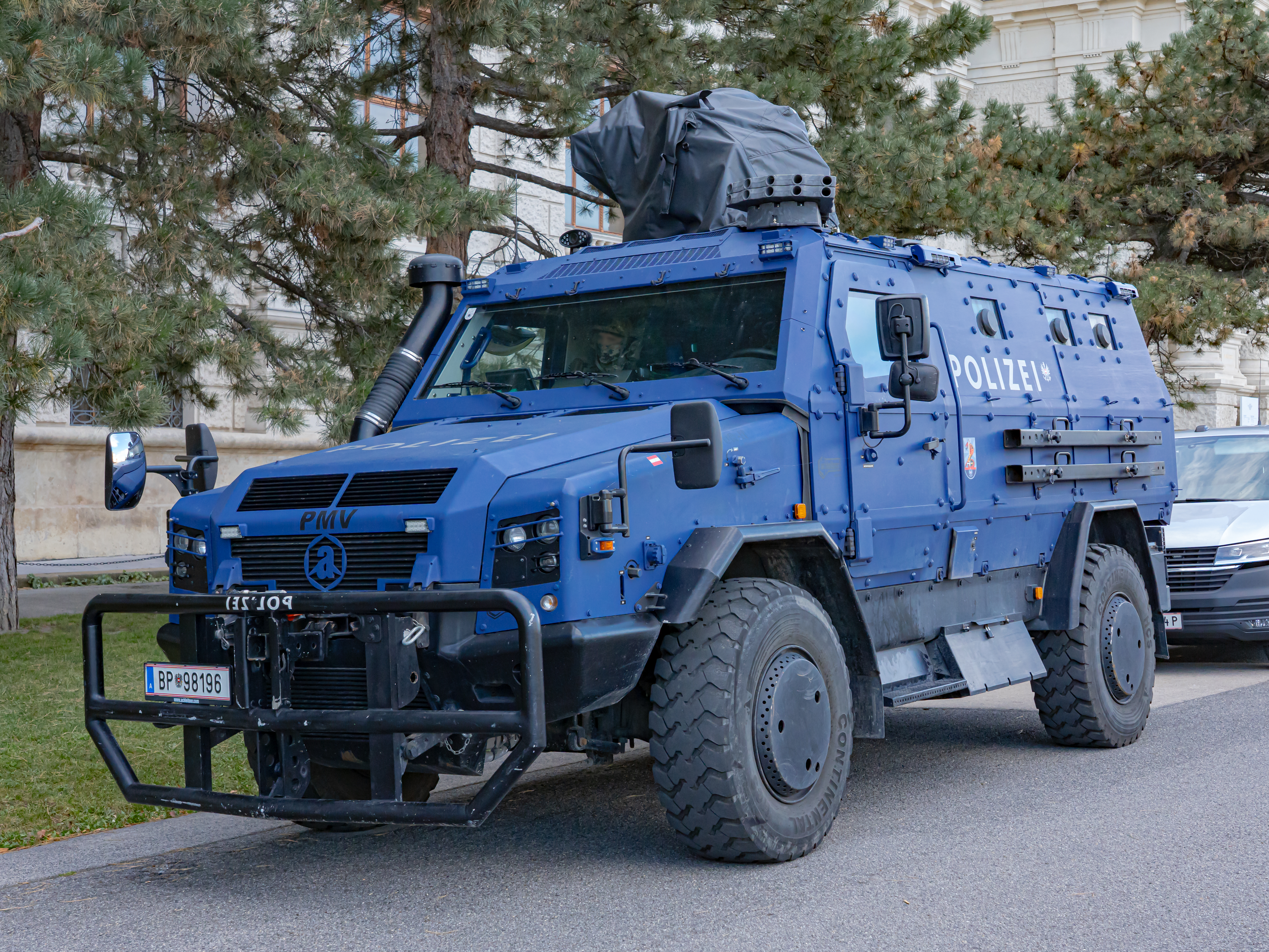
PMV Survivor II (EKO-Cobra)
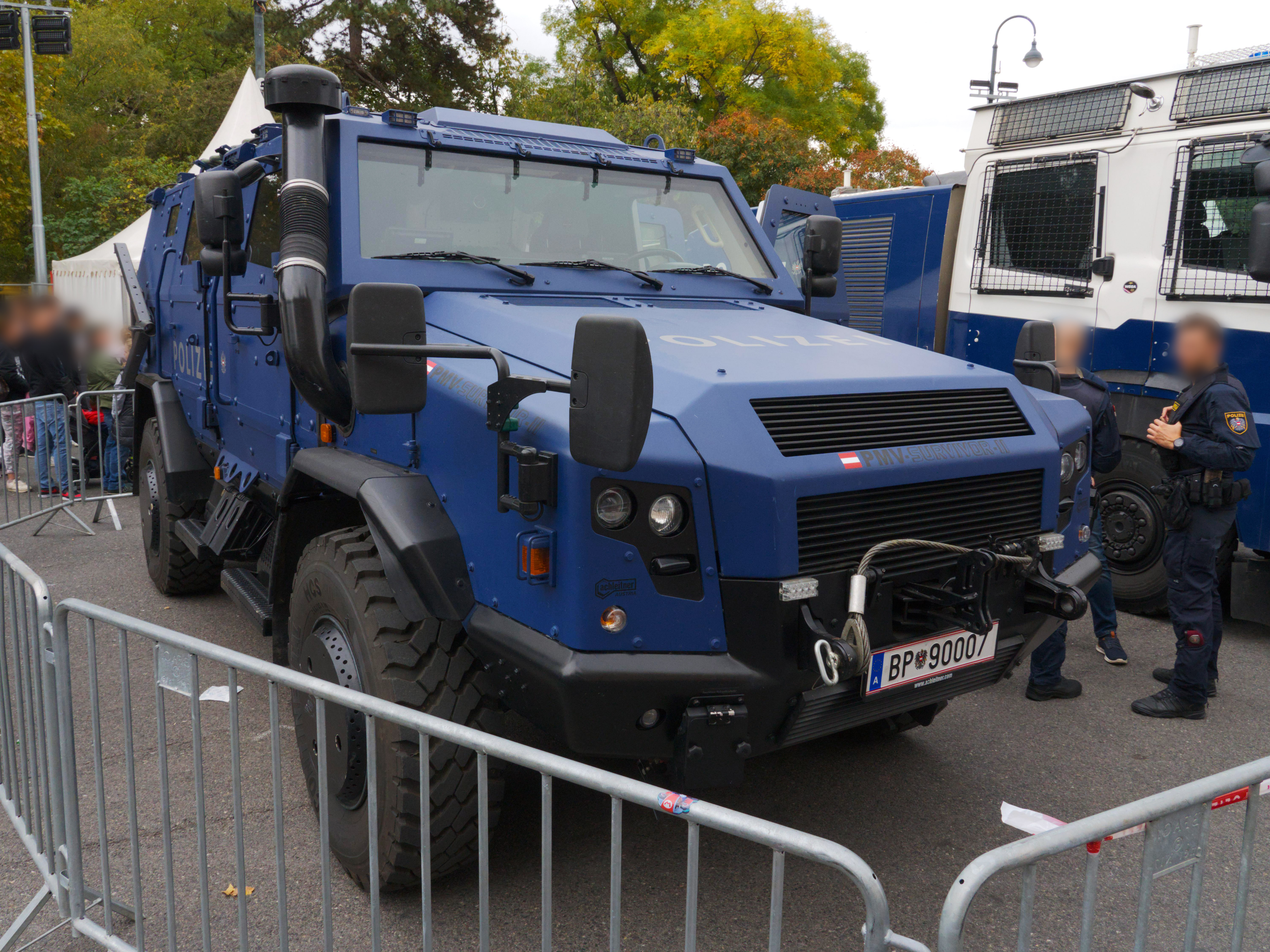
PMV Survivor II (WEGA)
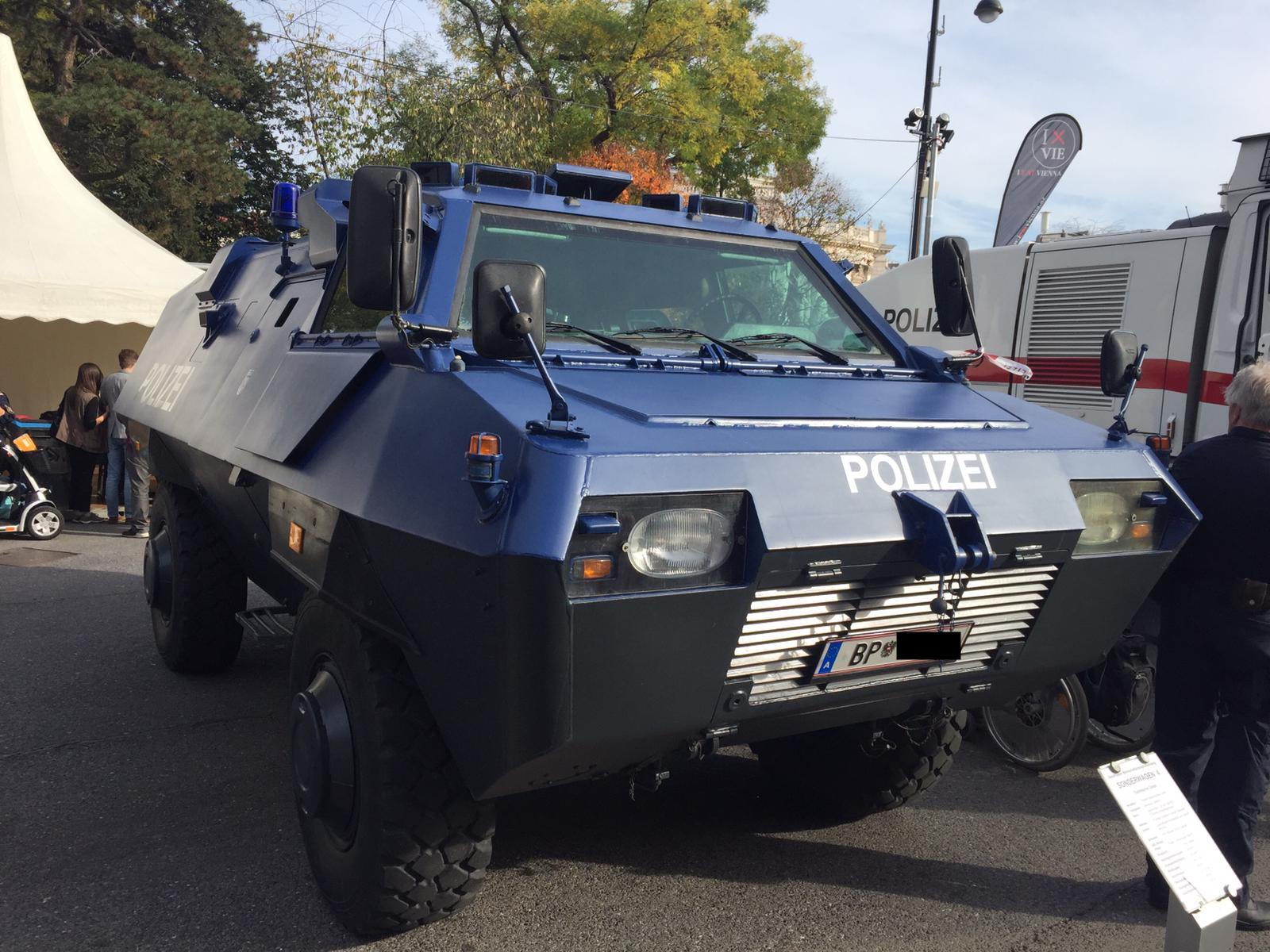
Sonderwagen 4 (WEGA)

### Luftfahrzeuge
Bei der Flugpolizei sind derzeit Hubschrauber der Hersteller Bell und Eurocopter im Einsatz. Im Laufe des Jahres 2006 sollte eine Kaufentscheidung für neue Mehrzweckhubschrauber fallen. Die Entscheidung für den Typ EC 135 der Firma Eurocopter fiel dann letztlich im September 2007. Die Gesamtkosten für acht Hubschrauber inklusive der Umschulung für Piloten und Techniker beliefen sich auf 47,4 Mio. Euro. Es ist geplant, die Kosten für Wartung, Betrieb und Logistik durch die Vereinheitlichung der Typen und wartungsfreundlichere Geräte zu senken sowie die Sicherheit des Flugbetriebs durch den Einsatz moderner Technologie zu verbessern. Die neuen Hubschrauber sind auch um rund ein Drittel leiser.

Hubschrauber der Bundespolizei
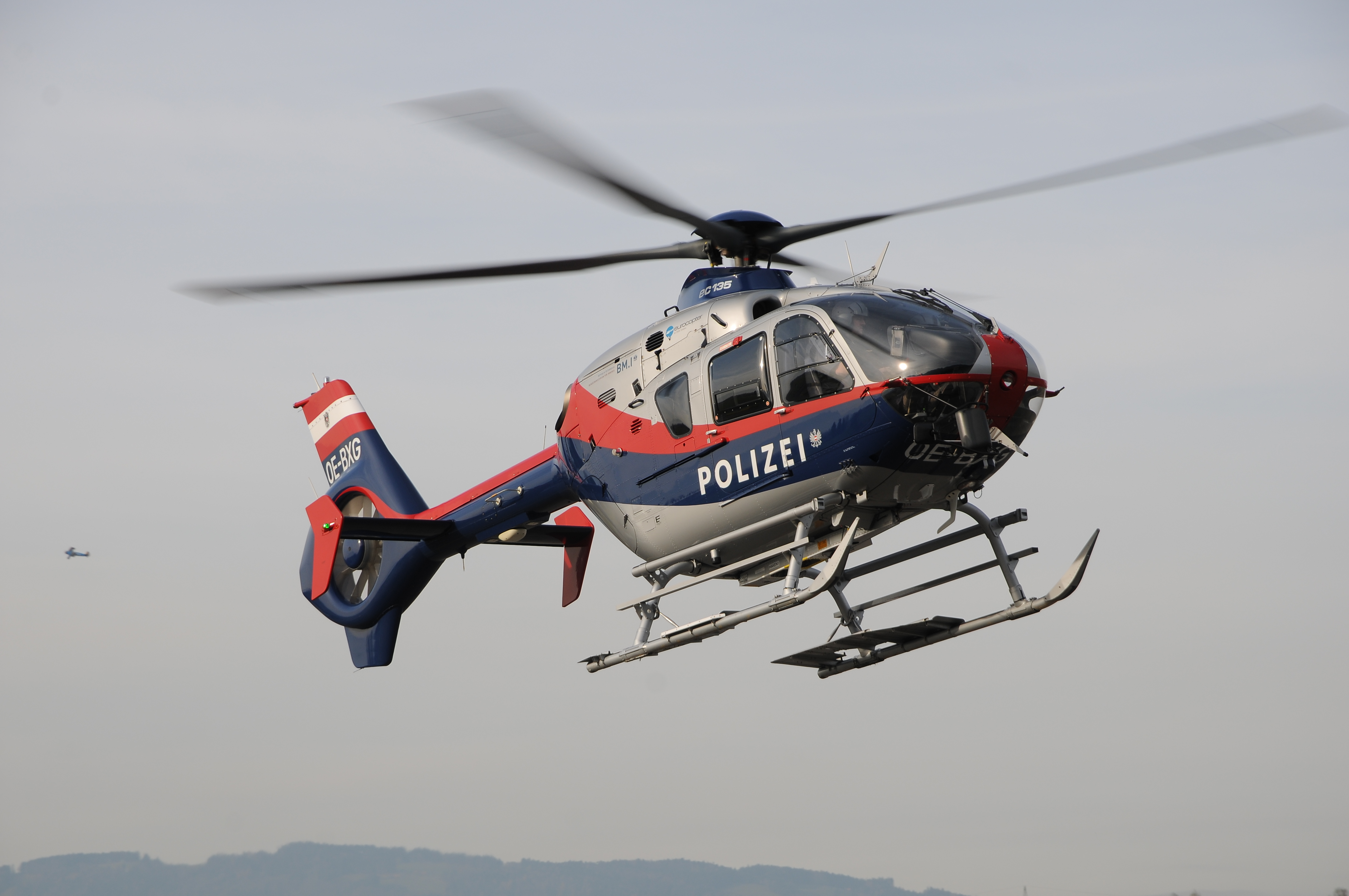
Eurocopter EC 135 P2+
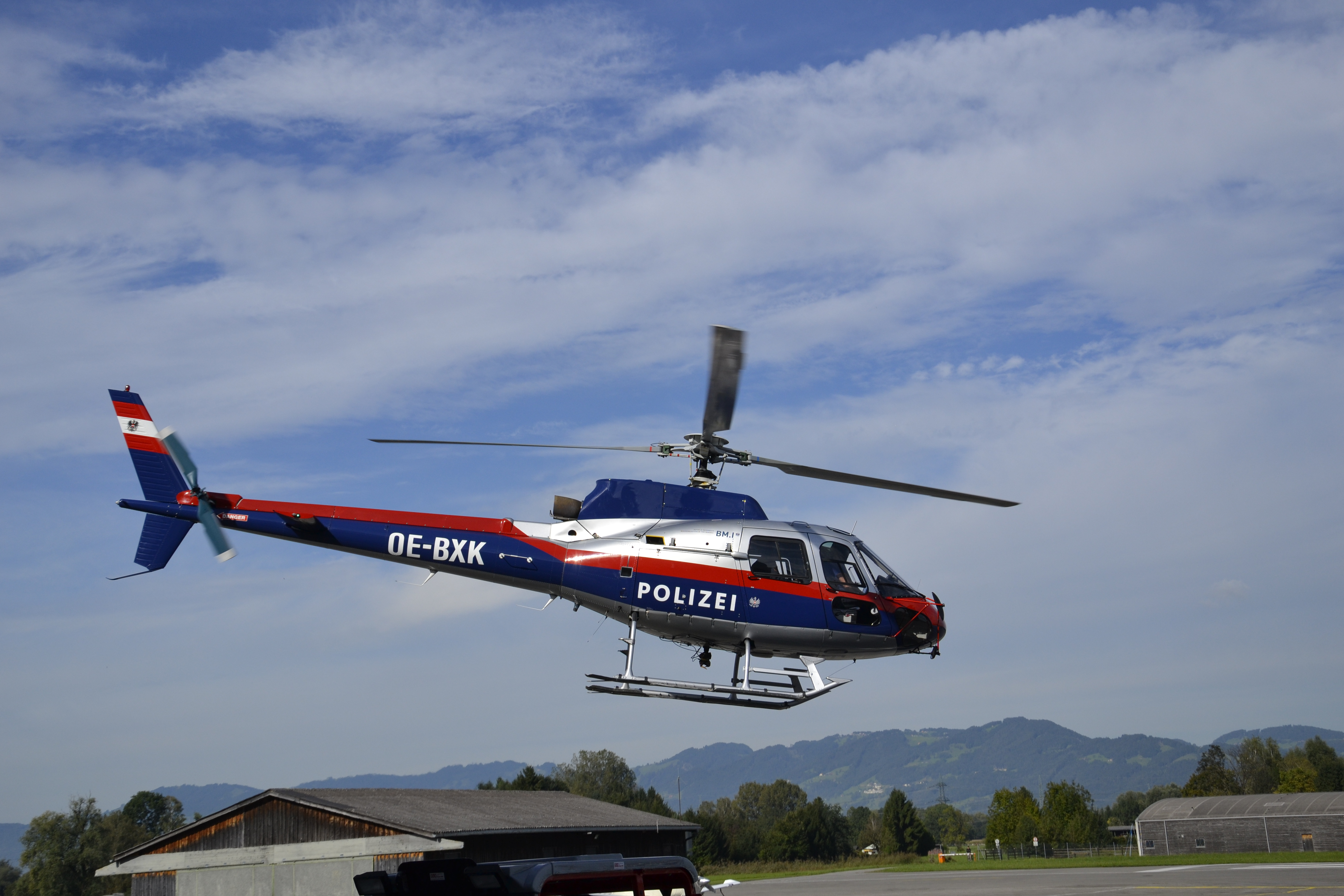
Eurocopter AS 350 B1

### Technische Geräte

#### Funktechnik
Im Februar 2006 wurden in Wien die ersten Digitalfunkgeräte auf TETRA-Technologiebasis in Dienst gestellt, welche die alten Analoggeräte ablösen sollen. Diese gewährleisten eine hohe Abhörsicherheit und im Endausbau sehr gute Sprachqualität. Endziel ist ein BOS-Funk für ganz Österreich für alle Blaulichtorganisationen.

### Schutzausrüstung
2018 wurde mit der Auslieferung der jedem Polizisten persönlich zugewiesenen ballistischen Stichschutzwesten begonnen, wobei die Beamten der LPD Wien als erste damit ausgestattet wurden. Im Jahr 2020 wurde für jeden Beamten eine derartige Weste zugewiesen, die Beamten sind verpflichtet, die Weste im Außendienst zu tragen.
Zusätzlich sind nach Bedarf Schutzschilde, Schutzhelme, Schutzschilde aus Panzerglas und Schnellbinder („Handschellen“ aus Plastik mit einem Verschluss wie bei Kabelbindern für Großveranstaltungen) im Einsatz.

#### Sicherheitstechnik
- Alkomat
- ELS (Einsatzleitsystem)

#### Sonstige Gerätschaften und Ausrüstung
- Ausrüstungskoffer (Werkzeug, Taschenlampe, UV-Lampe, Handfesseln, Fußfesseln usw.)
- Formularkoffer
- Sperrketten (Vorrichtungen mit Spitzen zum Ablassen der Reifenluft von überfahrenden Kraftfahrzeugen)
- Anhaltekelle

## Einsatzkommando Cobra

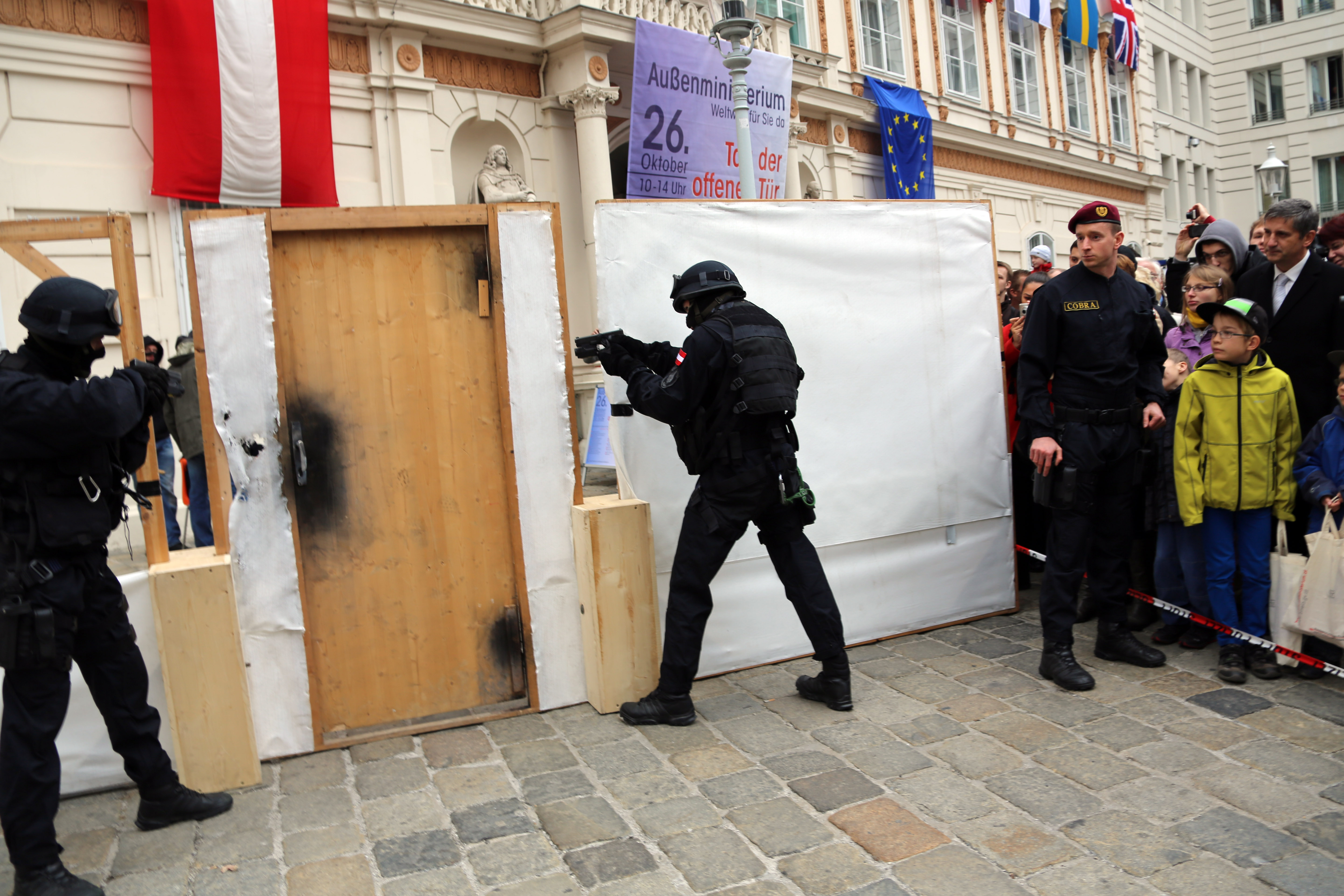
Einsatzvorführung des EKO Cobra am Nationalfeiertag 2012

Das Einsatzkommando Cobra ist die wichtigste polizeiliche Sondereinheit und untersteht direkt dem Innenministerium beziehungsweise ist es seit Juni 2013 Teil der Direktion für Spezialeinheiten. In seiner heutigen Grundform wurde es 1978 als Gendarmerieeinsatzkommando aufgestellt. Es hat seinen Sitz im niederösterreichischen Wiener Neustadt, ebenso unterhält es weitere Standorte in Wien, Graz, Linz und Innsbruck sowie Außenstellen in Salzburg, Klagenfurt und Feldkirch. Dem Einsatzkommando gehörten 2013 ca. 670 Personen an.

## Rechtliche Stellung
An Polizisten, wie auch an andere Beamte, werden durch das Strafgesetzbuch besondere Maßstäbe angelegt. Der Polizist ist einem Disziplinarrecht unterworfen, nach dem er bei Dienstpflichtverletzungen noch gesondert belangt werden kann. Die Abschreckung, als Polizist strafbare Handlungen zu begehen, ist also theoretisch so hoch wie in fast keinem anderen Beruf. Es wird jedoch von mancher Seite bemängelt, dass dies praktisch kaum Auswirkungen auf das Verhalten von Polizisten habe, da der Korpsgeist innerhalb Exekutive und Justiz funktioniere und allfällige Beschwerdeführer praktisch immer mit Gegenklagen überhäuft werden würden. Andererseits werden Polizisten oder der Polizei oft rassistische oder sonstige verwerfliche Motive für Amtshandlungen vorgeworfen. Werden Polizisten angeklagt und freigesprochen, wird manchmal eine polizeifreundliche Justiz unterstellt und die Unabhängigkeit der Gerichte in Zweifel gezogen.
Das Strafrecht schützt den Polizisten und das Amt an sich durch mehrere Paragraphen des StGB vor Angriffen mit einer besonderen Strafdrohung. Wer also beispielsweise einen Polizisten tätlich angreift oder ihn an einer Amtshandlung hindert, macht sich, unbeschadet etwaiger anderer Delikte, zusätzlich strafbar. Von Seiten der Polizei wird oftmals beklagt, dass derartige Angriffe auf Polizisten von Tätern, Gesellschaft und Medien oft als „Bagatelldelikte“ abgetan werden.

## Trivia
- Der Schutzpatron der Bundespolizei ist der Erzengel Michael.
- Die umgangssprachliche Bezeichnung in der Bevölkerung, vor allem in Ostösterreich, lautet insbesondere für ehem. Kriminalpolizisten Kiberer und analog dazu für den gesamten Wachkörper Kiberei (siehe Polizeijargon), während in Westösterreich nach wie vor der Begriff „Schandi“ (für Gendarm) gebräuchlich ist.